# Incoronazione del monarca francese

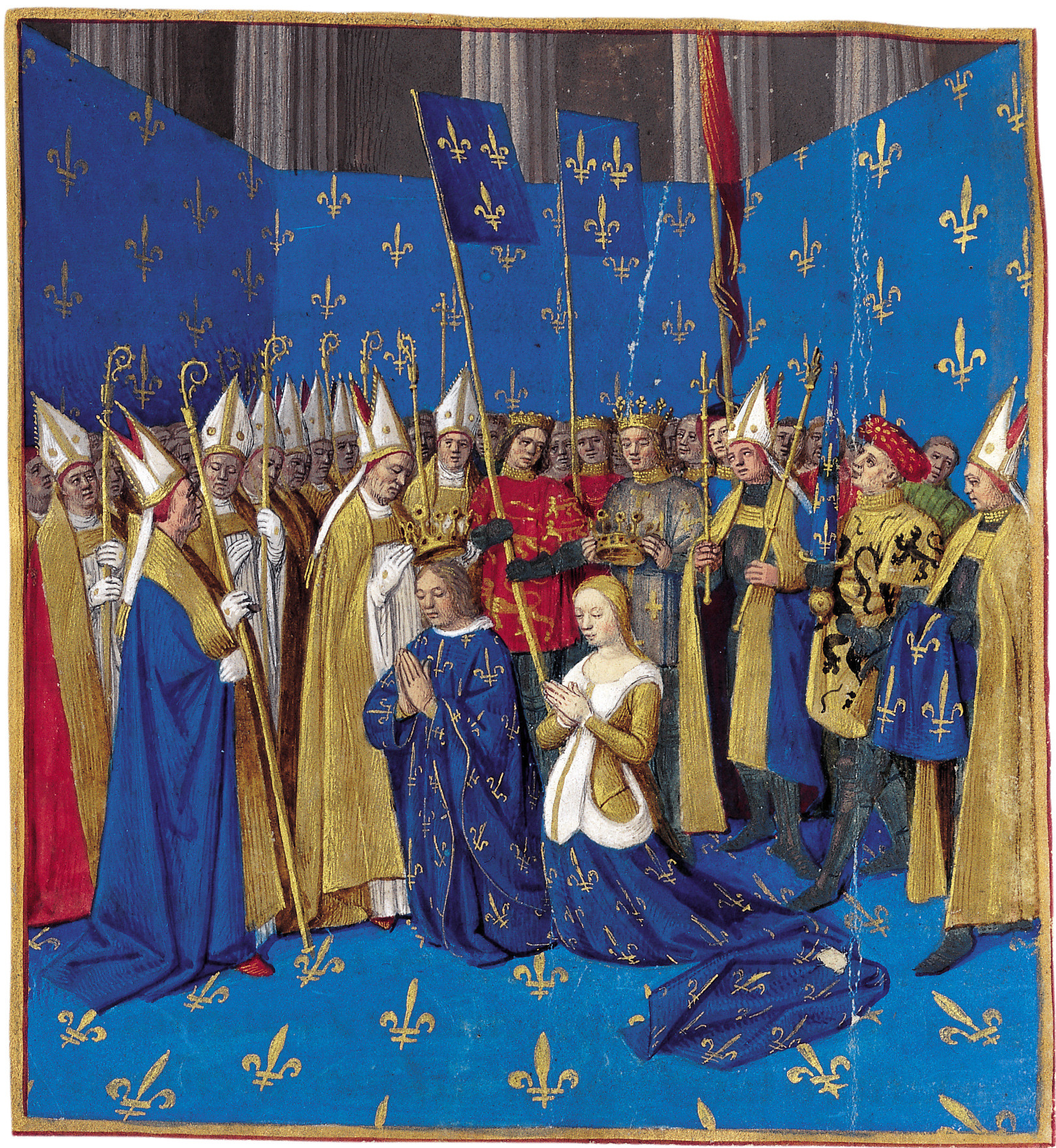
Incoronazione di Luigi VIII di Francia e Bianca di Castiglia a Reims nel 1223; miniatura dalle Grandes Chroniques de France, 1450 circa

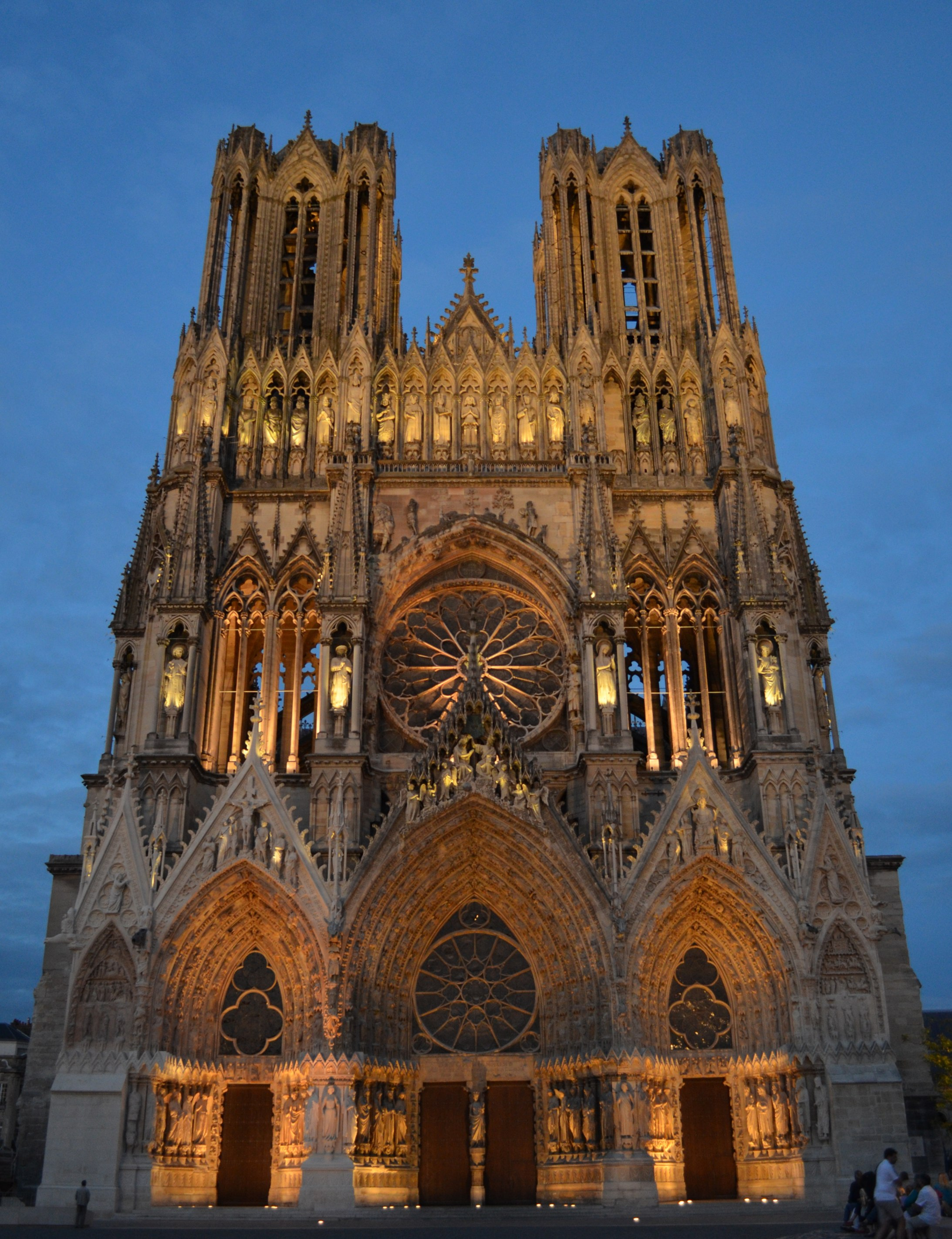
Cattedrale di Nostra Signora di Reims

L'incoronazione del monarca francese o, più propriamente, la consacrazione del re di Francia (in francese: sacre du roi de France) era la cerimonia nella quale il monarca del Regno di Francia veniva formalmente consacrato, incoronato e investito delle regalie. La cerimonia si svolgeva nella cattedrale di Nostra Signora di Reims ed era presieduta dall'arcivescovo di Reims con la partecipazione di tutti i maggiori membri della parìa di Francia.
La cerimonia ebbe origine già in epoca carolingia e fu ereditata, tramite il Regno dei Franchi Occidentali, dai re di Francia. Nonostante la grande importanza che si attribuiva a questa cerimonia, il nuovo sovrano francese non aveva tecnicamente bisogno di essere investito per ascendere al trono, poiché guadagnava automaticamente il titolo di re alla morte del proprio predecessore. Questo evento veniva simbolicamente riconosciuto nel momento in cui il feretro del precedente re veniva calato nella cripta della basilica di Saint-Denis, quando il duca d'Uzès, primo pari di Francia, proclamava «Le roi est mort, vive le roi!».
La parte più importante della cerimonia non era tuttavia l'atto di incoronazione, ma la consacrazione tramite unzione del corpo del re (nota in francese come sacre). Quest'ultimo dettaglio differenziava la cerimonia di incoronazione dei re di Francia dalle analoghe cerimonie degli altri monarchi europei, nelle quali l'apposizione della corona sulla testa del sovrano era il momento culminante.
Il primo sacre di un re in Francia fu quello di Pipino il Breve, che sfruttò questo privilegio concessogli dalla Chiesa cattolica, sua alleata, per legittimare la propria ascesa al trono. Fu consacrato una prima volta nel marzo del 752 da un'assemblea di vescovi franchi riunitasi a Soissons e presieduta dall'arcivescovo di Magonza, Bonifacio, e una seconda volta il 28 gennaio 754 a Saint-Denis da papa Stefano II, che nell'occasione unse anche i suoi due figli Carlo e Carlomanno e benedisse sua moglie Bertrada di Laon.
I dettagli della cerimonia possono essere ricostruiti con precisione grazie agli Ordines ad consecrandum et coronandum regem, una collezioni di manoscritti liturgici redatti nella loro versione definitiva a Reims negli ultimi anni di regno di Luigi IX il Santo.
Le regalie dell'incoronazione, come il trono e lo scettro di Dagoberto I o la corona e la spada di Carlo Magno, erano custodite presso la basilica di Saint-Denis, mentre gli oggetti liturgici, come la santa Ampolla e il Calice di San Remigio, erano custoditi a Reims. Oggi solo alcuni di questi oggetti sopravvivono e sono conservati in vari musei parigini, tra cui il Louvre.

## Storia
La pratica della consacrazione dei sovrani non trova un corrispondente né nelle istituzioni romane né nelle tradizioni germaniche, ma ha bensì origini cristiane e trae ispirazione dalle analoghe cerimonie dei sovrani israeliti descritte nell'Antico Testamento.
Nonostante la consacrazione più nota sia quella dei sovrani franchi (e poi francesi), non furono essi i primi in Occidente a praticare questo genere di rito. L'esistenza di una pratica assimilabile a una consacrazione è già attestata infatti presso i re visigoti di Spagna: nel canone 75 del quarto concilio di Toledo del 633, probabilmente redatto sotto la forte influenza del pensiero politico di Isidoro di Siviglia, i re vengono assimilati agli "unti del Signore" veterotestamentari a partire dalla conversione al cattolicesimo di Recaredo I; la prima consacrazione di un re visigoto di cui abbiamo notizia esplicita è quella di Vamba nel 672, menzionata da Giuliano di Toledo. Nel contesto della società visigota, nella quale spesso non era l'ereditarietà a dettare la successione reale, il rito di consacrazione e il conseguente status di "unto del Signore" avevano il compito di garantire stabilità al sovrano, sancendone la legittimità e l'inviolabilità. In seguito alla conquista islamica della penisola iberica, le ondate di profughi cristiani che si riversarono in Gallia, portando con sé anche gli scritti di Isidoro di Siviglia, contribuirono probabilmente a diffondere la concezione sacrale dei sovrani di origine biblica anche in quelle terre.
Quando Pipino decise, col supporto della Chiesa, di proclamarsi re, ricorse all'eredità biblica per sacralizzare la funzione del sovrano e darle legittimità, in modo analogo a quanto accadeva nel regno visigoto. Dal regno di Pipino il Breve a quello di Carlo IX, la protezione contro il regicidio si dimostrò efficace e la linea di successione sostanzialmente stabile, mentre i re Merovingi, in un periodo significativamente più breve, furono assassinati in ben tre occasioni (Sigeberto I, Teodeberto II e Dagoberto II).
Il primo monarca a essere incoronato e consacrato nella cattedrale di Reims fu Ludovico il Pio nell'816, legando simbolicamente l'incoronazione con il battesimo di Clodoveo I, primo re di tutti i Franchi, che avvenne nel medesimo luogo per mano di San Remigio, arcivescovo di Reims, nel 496. Nell'896 nella tomba del santo fu riscoperta la santa Ampolla, che divenne in seguito parte integrante del rito di consacrazione. Tradizione voleva che l'olio miracoloso in essa contenuto fosse stato portato dal cielo da una colomba il giorno del battesimo di Clodoveo. A partire dal 1027, l'olio dell'Ampolla unse tutti i re franchi e, poi, francesi durante la loro consacrazione, divenendo un importante strumento di rivendicazione e giustificazione del loro potere per diritto divino.
Dai Robertingi in avanti, la cattedrale di Reims divenne la sede definitiva e ufficiale della cerimonia e tutti i re di Francia successivi, salvo poche eccezioni (vedi sezione Luoghi della consacrazione), furono consacrati in essa. Complessivamente la cattedrale ospitò trentatré consacrazioni regali in poco più di mille anni, l'ultima delle quali fu quella di Carlo X del 29 maggio 1825, l'unica svoltasi dopo la Rivoluzione e la Restaurazione. La decisione di Carlo di ripristinare numerosi costumi dell'Ancien Régime, tra cui la stessa cerimonia di consacrazione (alla quale il suo predecessore, Luigi XVIII, aveva preferito rinunciare) fu una delle cause che portarono alla sua deposizione. Il suo successore, Luigi Filippo, ultimo re di Francia, abolì definitivamente la cerimonia.

## Luoghi della consacrazione

### Prime consacrazioni (751-816)
Sebbene la prima consacrazione, quella del primo re carolingio Pipino il Breve, si svolse nel novembre 751 a Soissons, capitale dei Merovingi, la cerimonia fu ripetuta il 28 luglio 754 a Saint-Denis. Anche i principi ereditari Carlo e Carlomanno furono consacrati nella stessa occasione. I due fratelli furono consacrati re il 9 ottobre 768, due settimane dopo la morte del padre, rispettivamente a Noyon e Soissons, ciascuno come sovrano della sua parte di regno. Il maggiore dei due, Carlo Magno, ricevette dal papa il titolo di imperatore e una corona il 25 dicembre 800 a Roma. Fu suo figlio e successore, Ludovico il Pio, già incoronato imperatore nel settembre 813 ad Aquisgrana quando suo padre era ancora in vita, il primo sovrano a farsi consacrare a Reims il 5 ottobre 816.

### Nel Regno dei Franchi Occidentali (848-987)
Sotto il regno del figlio di Ludovico il Pio, Lotario I, l'impero fu diviso tra lui e i suoi fratelli come stabilito nel trattato di Verdun dell'843. Nella Francia Orientalis, Aquisgrana sarebbe diventata la sede di un nuovo rito un secolo più tardi con l'incoronazione di Ottone I del 7 agosto 936. In Francia Occidentalis, invece, la cerimonia di consacrazione fu mantenuta dagli ultimi carolingi, ma fu solo con l'avvento dei Robertingi, che avevano necessità di affermare una legittimità che andasse oltre la linea dinastica, che Reims divenne la sede designata della consacrazione.
- Carlo II il Calvo, ultimogenito di Ludovico il Pio, fu consacrato il 6 giugno 848 a Orléans seguendo un rito ideato dall'arcivescovo Incmaro di Reims che includeva l'unzione con il sacro crisma;
- Luigi II il Balbo, figlio di Carlo il Calvo, fu consacrato l'8 dicembre 874 a Compiègne nell'abbazia di Saint-Corneille;
- Luigi III e Carlomanno II furono consacrati il 4 settembre 879 a Ferrières;
- Carlo il Grosso, già incoronato imperatore a Roma il 12 febbraio 881, fu probabilmente incoronato rex in Gallia il 20 maggio 885 a Grand;[7]
- Oddone, eletto re dei Franchi il 29 febbraio 888 a Compiègne, fu consacrato il 13 novembre 888 a Reims;
- Carlo III il Semplice fu consacrato re dei Franchi il 28 gennaio a Reims;
- Roberto I fu consacrato re dei Franchi domenica 30 giugno 922 a Reims;
- Rodolfo di Borgogna fu consacrato re dei Franchi il 13 luglio 923 a Soissons nell'abbazia di San Medardo;
- Luigi IV d'Oltremare fu consacrato il 19 giugno 936 a Laon;
- Lotario di Francia fu consacrato il 12 novembre 954 a Reims;
- Luigi V l'Ignavo morì il giorno prima del processo che aveva intentato contro l'arcivescovo Adalberone di Reims che doveva consacrarlo.

### Nel Regno di Francia (987-1848)
Dall'ascesa al trono della dinastia capetingia in avanti, la quasi totalità dei re di Francia fu consacrata a Reims, con pochissime eccezioni:
- Ugo Capeto fu consacrato re di Francia il 3 luglio 987 nella cattedrale di Noyon per mano di Adalberone di Reims, al quale risparmiò il processo;
- Roberto II fu consacrato il 25 dicembre 987 nella cattedrale di Santa Croce di Orléans dallo stesso Adalberone di Reims;
- Luigi VI fu consacrato il 3 agosto 1108 anch'egli nella cattedrale di Orléans e ricevette la «l'unzione santissima» dalle mani dell'arcivescovo di Sens, Daimberto, poiché temeva che il suo fratellastro, Filippo di Mantes, potesse tentare di impedirgli di entrare a Reims;
- Enrico VI d'Inghilterra si fece consacrare re di Francia il 16 dicembre 1431 nella cattedrale di Notre-Dame di Parigi, seguendo un rito simile a quello stabilito dal suo bisnonno materno Carlo V;[8]
- Enrico di Navarra fu consacrato re di Francia il 27 febbraio 1594 nella cattedrale di Nostra Signora di Chartres per mano del vescovo locale Nicolas de Thou, poiché Reims era nelle mani dei suoi nemici;[9] non potendo utilizzare l'olio della santa Ampolla per l'unzione, Nicolas de Thou si servì di quello conservato nell'abbazia di Marmoutier, vicino Tours;[10][11]
- Luigi XVIII fu re di Francia ma non fu mai consacrato, benché ne avesse intenzione, poiché preferì non ripristinare questa cerimonia per evitare controversie;[12]
- Luigi Filippo rinunciò alla pratica della consacrazione al momento della sua ascesa al trono.

## Partecipanti
Secondo il protocollo definitivo del cerimoniale, alla consacrazione prendevano parte i più antichi membri della parìa di Francia, noti come pari primigeni, che svolgevano diversi ruoli nel corso della cerimonia.

### Pari ecclesiastici
Il re era consacrato e incoronato dall'arcivescovo di Reims, che era assistito da quattro vescovi suffraganei della sua provincia ecclesiastica, dal vescovo di Langres e dal capitolo della cattedrale di Reims. Ciascuno dei sei vescovi aveva il compito di presentare al re un'insegna regale e il loro ordine di protocollo era il seguente:
1. l'arcivescovo di Reims, che incoronava il re con la corona di Carlo Magno e lo consacrava con il crisma della santa Ampolla;
2. il vescovo di Laon, che portava la santa Ampolla;
3. il vescovo di Langres, che portava lo scettro;
4. il vescovo di Beauvais, che portava il mantello regale con le armi del sovrano;
5. il vescovo di Châlons, che portava l'anello regale;
6. il vescovo di Noyon, che portava il balteo.

A questi si aggiungevano l'abate dell'abbazia di Saint-Remi, custode della santa Ampolla, e l'abate dell'abbazia di Saint-Denis, custode delle altre regalie.

### Pari laici
La presenza dei pari laici alla cerimonia è citata per la prima volta nel 1203 (prima convocazione) e poi di nuovo nel 1226. Tuttavia, la loro prima partecipazione attiva e codificata alla cerimonia risale all'incoronazione di Filippo V di Francia del 9 gennaio 1317. Il cerimoniale prevedeva la partecipazione di sei pari laici (inizialmente i grandi vassalli del re di Francia, sostituiti in epoca moderna da principi di sangue o da grandi signori) che erano, in ordine di protocollo:
1. il duca di Borgogna, che portava la corona regale, cingeva la spada al re e gli conferiva il cavalierato;
2. il duca di Normandia, che portava il primo vessillo quadrato;
3. il duca d'Aquitania (o di Guienna, come riportato dai testi, che è un titolo equivalente), che portava il secondo vessillo quadrato;
4. il conte di Tolosa, che portava gli speroni d'oro;
5. il conte delle Fiandre, che portava la spada regale;
6. il conte di Champagne, che portava lo stendardo di guerra.

Presenziavano inoltre anche i grandi ufficiali della Corona di Francia e della Maison du Roi.

### Sostituti
Quando uno dei sei pari laici non poteva prendere parte alla cerimonia (perché il titolo di pari apparteneva a un sovrano straniero, perché il feudo non faceva più parte del regno, o perché la parìa era estinta ed il feudo era tornato tra i domini reali), la sua funzione veniva esercitata da un altro grande signore o principe del regno scelto secondo l'ordine protocollare del momento; ciascuno di questi personaggi era definito "luogotenente" (lieutenant in francese, da tenir lieu de: prendere il posto di) e faceva le veci del pari assente solo per la durata della cerimonia.
Nel corso dei secoli, l'impiego di luogotenenti durante le cerimonie di consacrazione si fece sempre più frequente a causa della progressiva scomparsa dei titoli feudali legati alle parìe primigenie laiche, fino a diventare prassi dal XVI secolo in poi. Nonostante infatti queste parìe fossero considerate perpetue e non siano mai state formalmente abolite per tutta l'esistenza del Regno di Francia, già a partire dal 1204 la lista dei pari esistenti si fece definitivamente incompleta: in quell'anno, il Ducato di Normandia fu inglobato nei possedimenti della corona francese; stessa sorte toccò alla Contea di Tolosa nel 1271 e a quella di Champagne nel 1284; il Ducato d'Aquitania fu più volte perso e riconquistato e infine abolito nel 1449; il Ducato di Borgogna fu abolito una prima volta nel 1361 e poi definitivamente nel 1477; la Contea delle Fiandre fu ceduta al Sacro Romano Impero nel 1531. Tra i vari personaggi che hanno ricoperto il ruolo di luogotenente si annoverano Antonio di Borbone-Vendôme, re di Navarra, che fece le veci del duca di Borgogna in occasione della consacrazione di Francesco II il 21 settembre 1559, e Luigi di Borbone-Condé, conte di Clermont, che fece le veci del conte delle Fiandre in occasione della consacrazione di Luigi XV il 25 ottobre 1722.
Anche i pari ecclesiastici potevano essere sostituiti da opportuni luogotenenti se le loro sedi erano vacanti o se non gli era possibile partecipare (come accadde, per esempio, durante la guerra dei cent'anni, quando i vescovi di Langres, Noyon e Beauvais non parteciparono all'incoronazione di Carlo VII in quanto sostenitori del suo avversario, Enrico).

## Cerimonia
I riti della consacrazione non furono codificati fin dall'inizio nella loro forma definitiva, ma la raggiunsero in modo progressivo: la descrizione dei gesti e delle formule pronunciate nel corso della cerimonia di consacrazione è nota come ordo (ad consecrandum et coronandum regem). Diversi ordines furono redatti dai chierici francesi dei vari secoli, i più importanti dei quali sono:
- l'"ordo di Incmaro" (IX secolo): prima codifica del rito di unzione, di quello di incoronazione e del giuramento da parte del re di impegnarsi a difendere la Chiesa, a garantire la pace e ad amministrare giustizia e misericordia;
- l'"ordo di Fulrado abate di Saint-Vaast" (X secolo);[16]
- l'"ordo di San Luigi" (XIII secolo): prima codifica della sequenza completa dei riti del cerimoniale, contenente anche la prima codifica della presentazione al re degli speroni e di una spada alla presenza dei dodici pari di Francia, delle acclamazioni del popolo presente nella cattedrale di Reims (che sostituivano l'antico rituale di elezione), del bacio della pace, del rito di ricezione da parte del re delle insegne regali, e della consacrazione della regina immediatamente dopo quella del re (se questi era già sposato);
- l'"ordo di Carlo V" (1364): versione definitiva del cerimoniale, contenente anche la codifica finale del protocollo di consacrazione della regina.

### Arrivo a Reims e riti preliminari

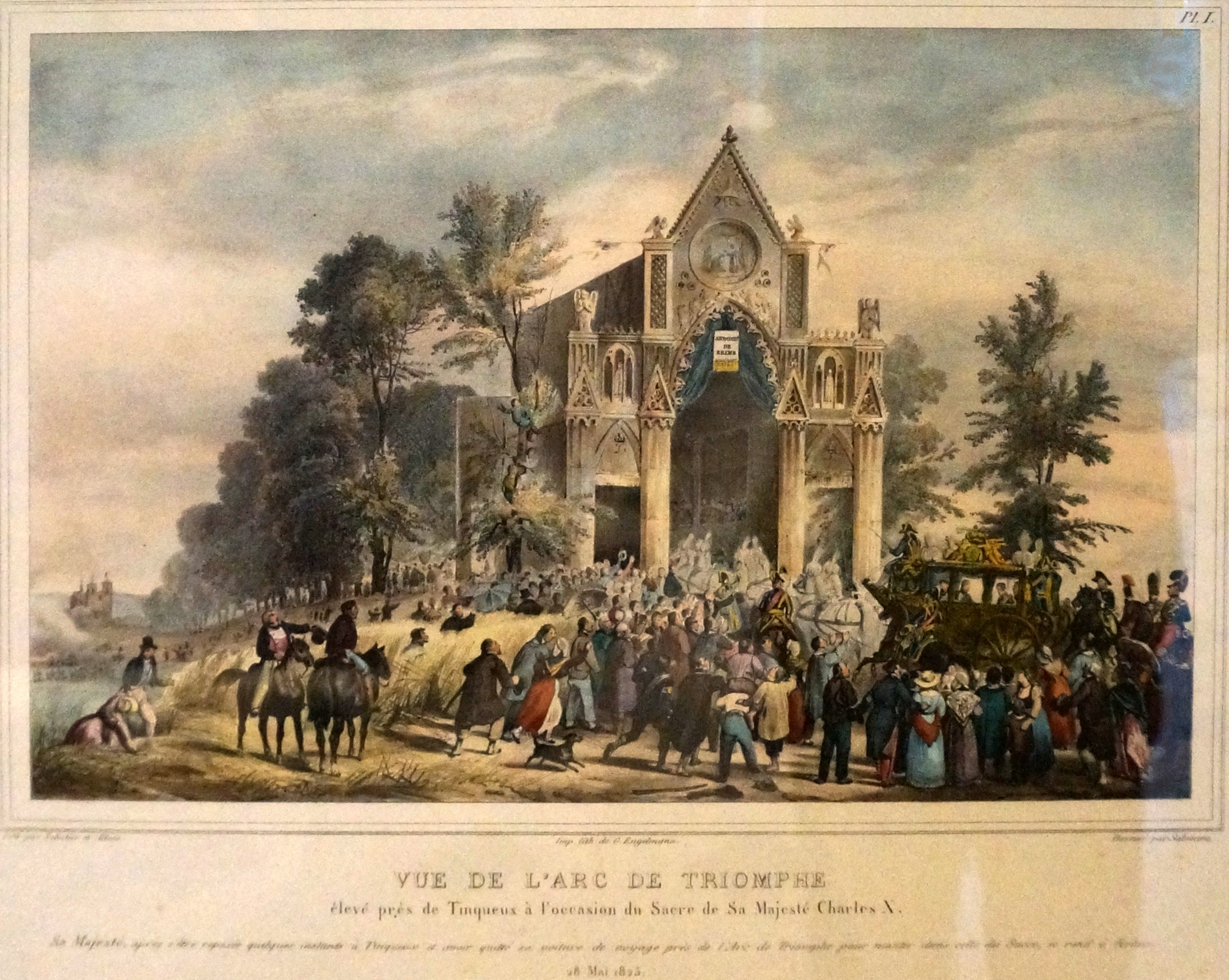
Arco di trionfo allestito a Tinqueux in occasione del passaggio di Carlo X

La consacrazione si svolgeva sempre di domenica o in un altro giorno di festa solenne (Ascensione, Assunzione, Ognissanti, ecc.) salvo rarissime eccezioni. Il re giungeva a Reims alla vigilia e veniva accolto con una serie di Gioiose Entrate, caratterizzate da numerosi eventi organizzati sin dalla fine del Medioevo: una delegazione di borghesi e nobili gli consegnava le chiavi della città e alcune specialità locali; archi di trionfo e quadri viventi sulla storia della monarchia francese venivano allestiti lungo il percorso; i canonici e i religiosi andavano incontro al sovrano in processione presso la piazza per poi accompagnarlo fino al sagrato della cattedrale dove lo attendeva l'arcivescovo.
Nella cattedrale il re si ritirava nel coro, dove assisteva ai vespri, per poi raggiungere il palazzo del Tau. Dopo il tramonto, tornava nella cattedrale per partecipare a una veglia di preghiera ispirata alla cerimonia cavalleresca dell'adoubement: passando parte della notte in preghiera, il sovrano doveva prepararsi a esercitare il proprio ministero, a comprendere i propri doveri. Al termine, chiedeva perdono dei propri peccati e si confessava, ma avrebbe ricevuto l'assoluzione solo il giorno dopo appena prima della comunione, così da essere in perfetto stato di grazia.

### Rito del risveglio
All'alba, i canonici entravano nella cattedrale e prendevano posto nel coro per cantare l'ora prima. Originalmente, il protocollo prevedeva semplicemente che il re raggiungesse la cattedrale in processione, ma nel 1364 Carlo V introdusse una nuova consuetudine che fu seguita da tutti i sovrani successivi: una delegazione composta da due pari ecclesiastici, i vescovi di Laon e Beauvais, si recava a prendere il re nella sua stanza, una pratica che faceva parte anche dell'analoga cerimonia inglese; il re si faceva trovare semisdraiato su di un letto, una pratica forse ispirata ad una vecchia cerimonia d'iniziazione cavalleresca. Carlo IX inaugurò un'ulteriore pratica: la finzione del re addormentato e simbolicamente risvegliato a nuova vita dai vescovi (rito che rimanda alla teoria dei due corpi del Re analizzata da Ernst Kantorowicz); il vescovo di Laon bussava tre volte alla porta della camera regale prima che questa si aprisse, una pratica sicuramente mutuata dall'Attollite portas della liturgia della Domenica delle Palme.

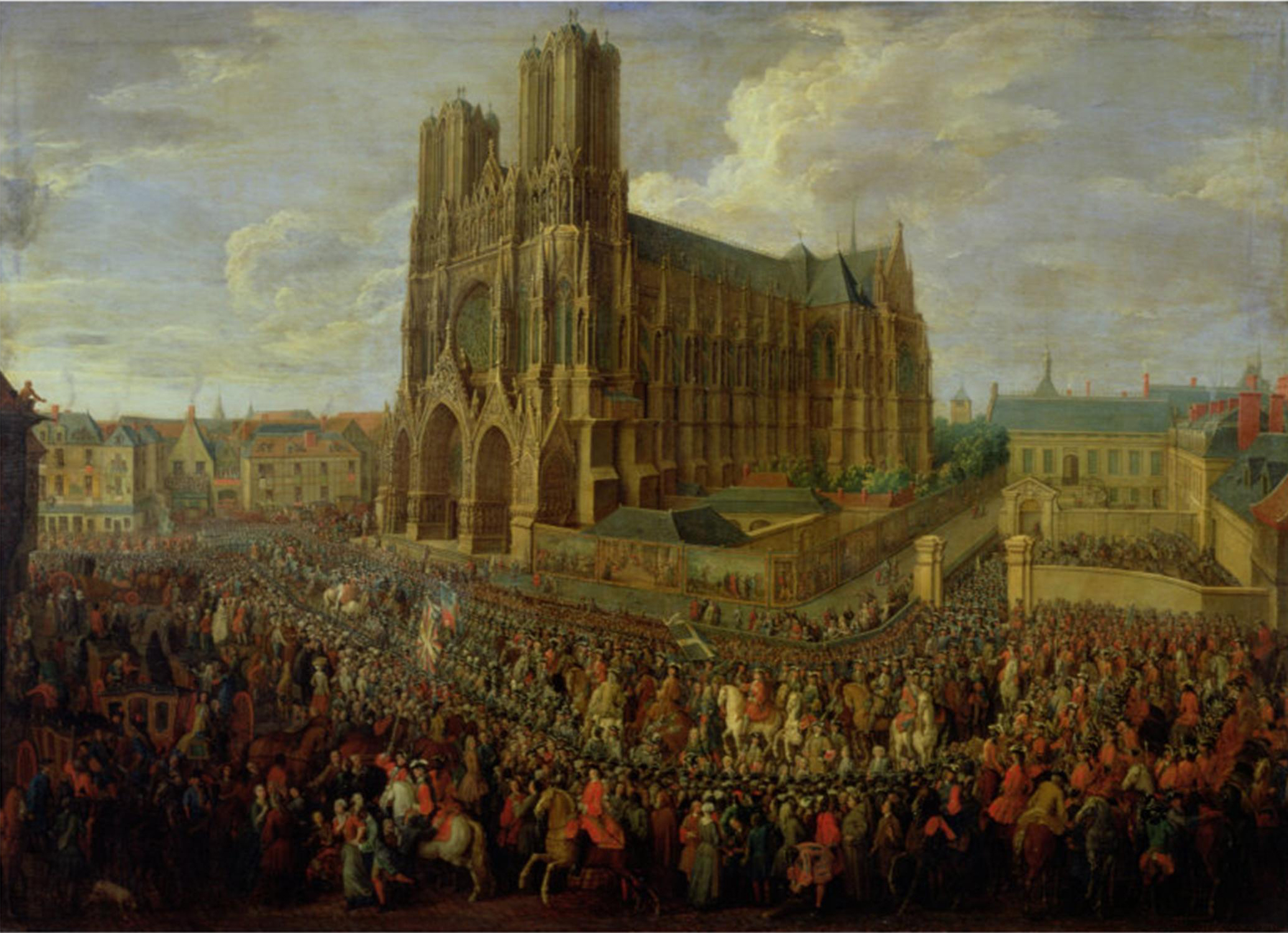
Processione d'ingresso di Luigi XV

### Ingresso del re
Dopo essersi vestito e aver designato i quattro "ostaggi" e i cavalieri della santa Ampolla (vedi sezione Processione della santa Ampolla), il re raggiungeva la cattedrale in processione tramite un percorso prestabilito, che nel corso dei secoli venne allestito in modo sempre più elaborato, fino a diventare un vero e proprio passaggio attrezzato e coperto in occasione delle consacrazioni di Luigi XVI e Carlo X.
Il re entrava nella cattedrale di Reims al termine del canto dell'ora prima. Al suo ingresso, veniva recitata una preghiera e, nei secoli XVII e XVIII, si intonava l'inno Veni Creator Spiritus. Quando raggiungeva il coro, veniva recitata la preghiera «Dio, signore del cielo e della terra, ecc.» e si iniziava a cantare l'ora terza, mentre l'abate e i monaci dell'abbazia di Saint-Remi arrivavano con la santa Ampolla.

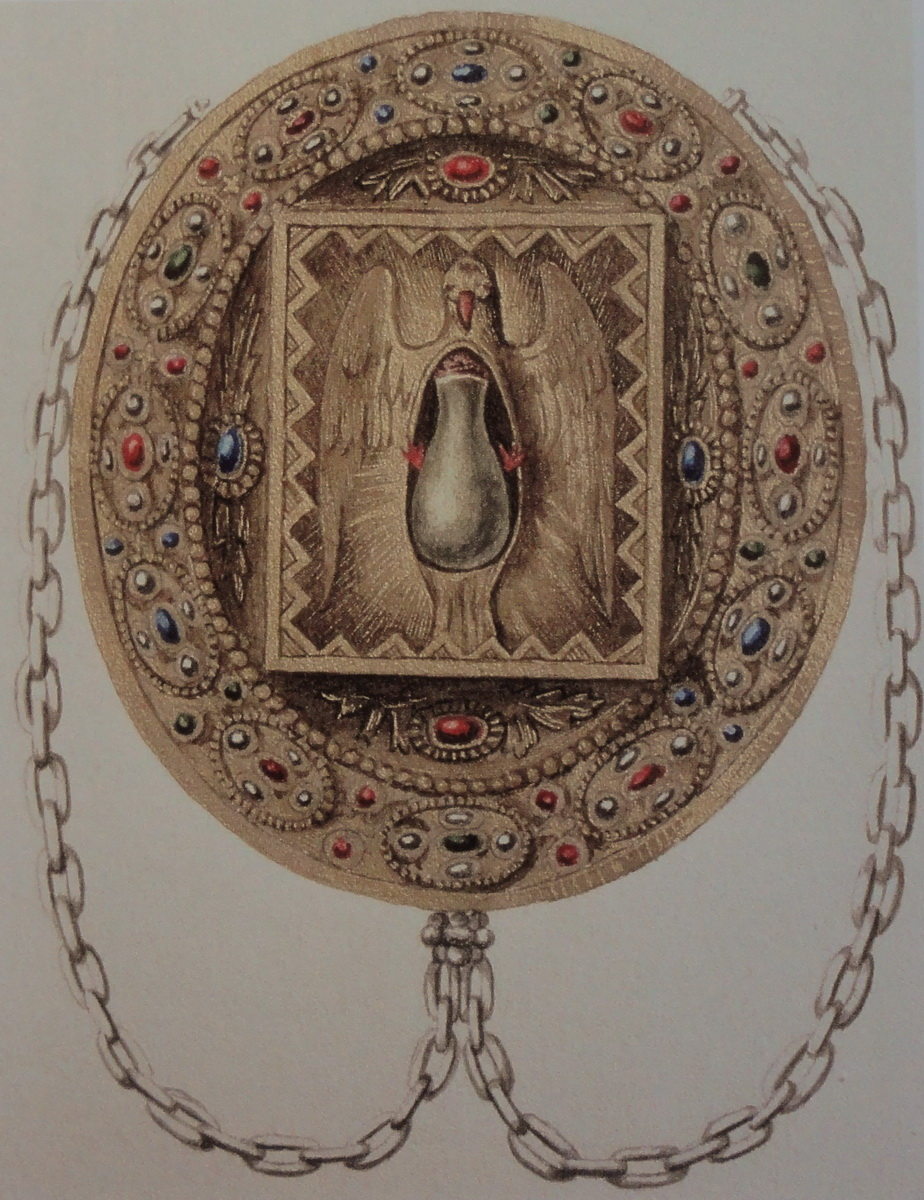
La santa Ampolla nel suo reliquiario

### Processione della santa Ampolla
La santa Ampolla era conservata presso l'abbazia di Saint-Remi, in un reliquiario d'oro di forma circolare decorato da pietre preziose incastonate, con al centro una rappresentazione della colomba dello Spirito Santo in smalto bianco di cui l'Ampolla stessa costituiva il corpo. Il reliquiario comprendeva anche una grossa catena che permetteva all'abate di Saint-Remi di portarla al collo durante la processione del giorno dell'incoronazione.
L'abate di Saint-Remi (poi sostituito dal gran priore quando l'abbazia passò sotto regime di commenda) portava l'Ampolla in processione solenne a piedi nudi dal monastero fino alla cattedrale, inizialmente a piedi e poi in groppa a un Hackney bianco. La processione partiva una volta che il re era entrato nella cattedrale ed era composta, oltre che dall'abate, dai membri della comunità monastica e da quattro nobili vassalli dell'abbazia, chiamati "cavalieri della santa Ampolla", che sorreggevano un baldacchino di seta argentata al di sopra dell'Ampolla e del suo portatore. La processione era scortata da quattro signori a cavallo nominati dal re, chiamati "ostaggi della santa Ampolla" (da intendersi col significato di "garanti"), i quali, disposti ai quattro angoli del baldacchino, avevano il dovere, sancito da giuramento, di proteggere il reliquiario a costo della loro vita. Una volta giunto presso l'altare maggiore, l'abate di Saint-Denis consegnava il reliquiario all'arcivescovo di Reims.

### Giuramento

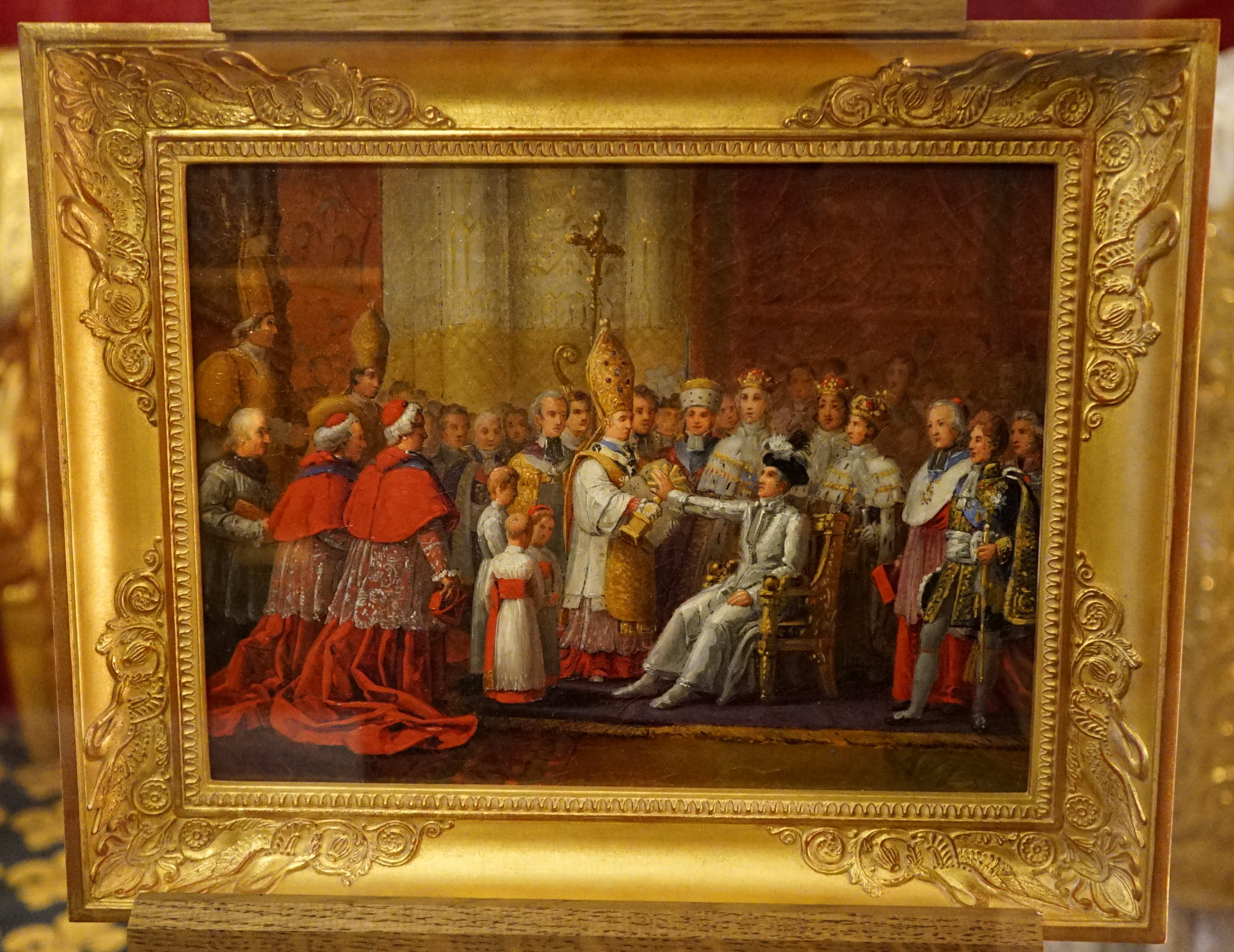
Giuramento di Carlo X

Il rito del giuramento fece la sua comparsa già in epoca carolingia. Sviluppata da Carlo II il Calvo e poi rielaborata da Luigi II il Balbo, la formula del giuramento rimase sostanzialmente invariata nel tempo, portando fino al termine dell'Ancien Régime il marchio di Incmaro di Reims. Il giuramento, che a partire dall'ascesa dei Borboni si faceva tenendo la mano sull'Vangelo di Reims, prevedeva che il re promettesse di proteggere la Chiesa e i suoi beni, di procurare la pace alla Chiesa e al popolo dei cristiani e, dopo il concilio Lateranense IV, di combattere gli eretici. Con "procurare la pace" si intendeva che il re si impegnava a preservare l'ordine sociale voluto da Dio e a servirne la giustizia. Questo giuramento doveva inizialmente essere un limite al potere reale: il re era obbligato a rispettare e a far rispettare la giustizia. In seguito, tuttavia, quest'obbligo fu sfruttato per aumentare il carattere di sacralità del sovrano: il re, in quanto garante della giustizia, era sempre necessariamente giusto, e le sue decisioni non potevano quindi essere mai ingiuste.
In epoca moderna, i giuramenti fatti erano i seguenti due:
1. il giuramento verso la Chiesa, con cui il re prometteva al clero francese di conservare e difendere i loro privilegi canonici;
2. il giuramento verso il regno, con cui il re prometteva di:
  1. conservare la pace,
  2. opporsi all'iniquità,
  3. osservare la giustizia e la misericordia,
  4. sterminare (da intendersi come "bandire") gli eretici.

Enrico IV aggiunse, nel 1594, un terzo giuramento, quello di mantenere gli ordini creati dai suoi predecessori (vale a dire l'Ordine di San Michele e l'Ordine dello Spirito Santo). Luigi XV aggiunse all'elenco anche l'Ordine di San Luigi, mentre Luigi XVI aggiunse il giuramento di far osservare gli editti contro la pratica del duello.

### Rito di investitura al cavalierato
Terminato il giuramento, si passava al rito dell'investitura al cavalierato. Si trattava più di un rito simbolico che di un adoubement propriamente detto, poiché solitamente il re era già cavaliere o, se non lo era al momento della morte del predecessore, veniva armato tale prima di giungere a Reims (come Luigi IX) oppure nella cattedrale della città ma in una cerimonia separata dalla consacrazione (come Luigi XI e Carlo VIII). Il gran cameriere (poi sostituito dal gran ciambellano) infilava al re gli stivali, il duca di Borgogna gli speroni d'oro (portati dal conte di Tolosa) e l'arcivescovo di Reims gli consegnava la spada che era stata portata dal siniscalco (poi sostituito dal conte delle Fiandre). A partire dalla fine del XIII secolo, la spada utilizzata fu Gioiosa, la spada di Carlo Magno. L'arcivescovo cingeva il re del balteo, mentre il coro cantava «mi sono rallegrato quando mi hanno detto: andiamo alla casa del Signore» (Salmo 122:1); poi glielo sfilava nuovamente, estraeva la spada dal fodero (che veniva adagiato sull'altare) e la riconsegnava al re che la riceveva inginocchiato, la offriva all'altare, la recuperava dalle mani del prelato e la riconsegnava al siniscalco che doveva tenerla sfoderata e puntata verso l'alto per tutto il resto della cerimonia, fino al rientro al palazzo del Tau.

### Unzione

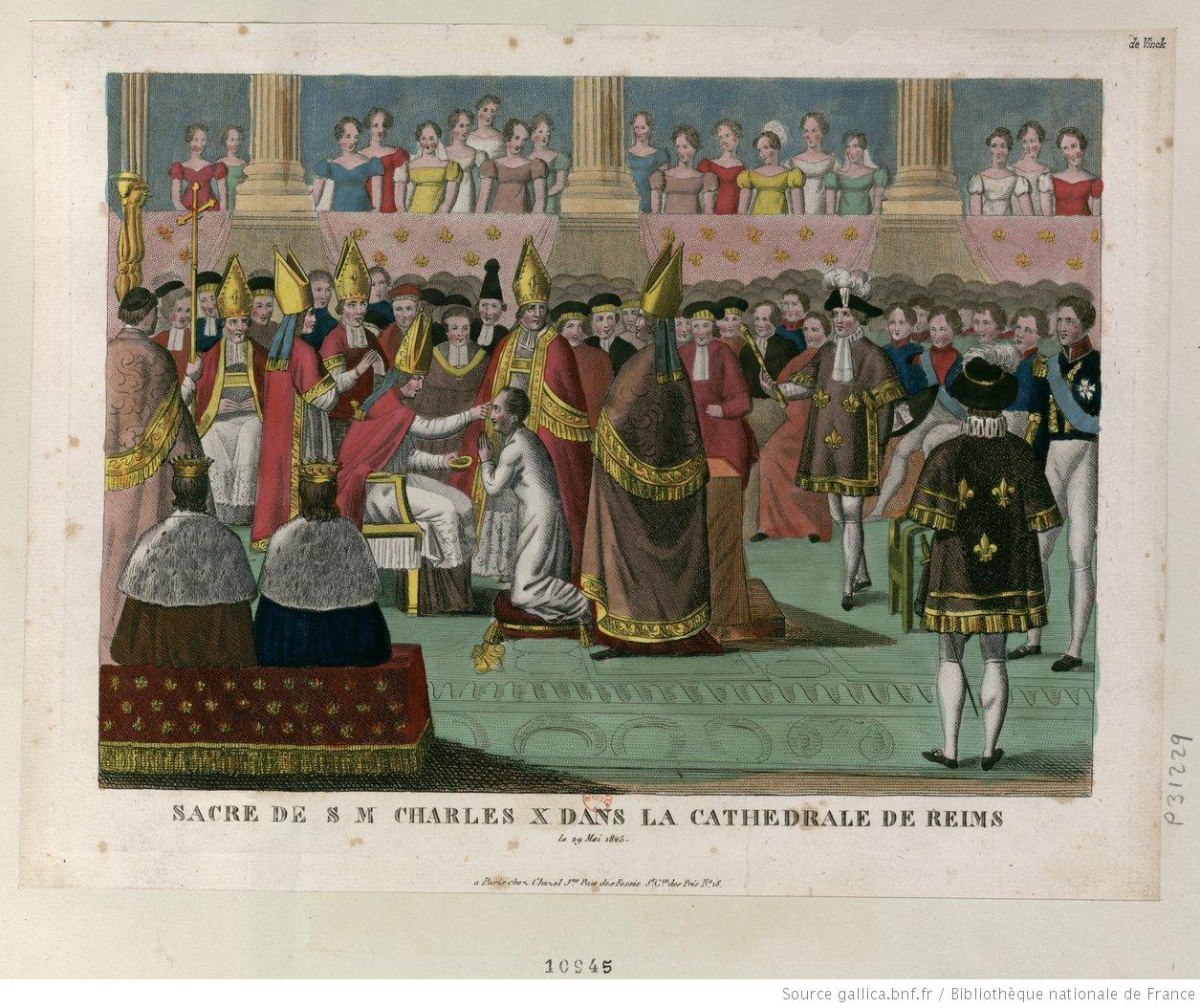
L'unzione di Carlo X

Ritratto di Luigi XIV con gli abiti dell'incoronazione e le insegne regali, Hyacinthe Rigaud (1701)

Seguiva poi il momento più importante della cerimonia, che conferiva al re l'autorità di luogotenente di Cristo sulla Terra: la consacrazione del re tramite unzione con il crisma della santa Ampolla. L'olio sacro in essa contenuto fu utilizzato per la prima volta in occasione dell'incoronazione di Carlo il Calvo a re di Lotaringia per mano dell'arcivescovo Incmaro di Reims, avvenuta nella cattedrale di Metz il 9 settembre 869.
Il re veniva aiutato a togliersi la tunica, poi la camicia di seta che indossava veniva slacciata in vari punti, esponendo il petto, la schiena, le spalle e parte delle braccia del sovrano. Il vescovo di Laon depositava la santa Ampolla sull'altare e l'arcivescovo di Reims prelevava con uno stilo d'oro una singola goccia (delle dimensioni di un chicco di grano) dell'olio in essa contenuto e lo mescolava con il sacro crisma su di una patena, sulla quale la mistura assumeva un colore rossastro. Il re si inginocchiava mentre venivano cantate le litanie dei santi, al termine delle quali l'arcivescovo pronunciava la preghiera di consacrazione, che recitava:
L'arcivescovo, seduto davanti al re, immergeva poi il pollice destro nella mistura e con esso tracciava sette unzioni in forma di croce sul corpo del sovrano: sul capo, sul petto, sulla schiena tra le due spalle, sulla spalla destra, sulla spalla sinistra, sulla giuntura del braccio destro, sulla giuntura del braccio sinistro. A ogni unzione, il prelato recitava «ti ungo re col santo olio nel nome del Padre e del Figlio e dello Spirito Santo», al quale l'assemblea tutta rispondeva «amen» mentre il coro intonava l'antifona «Sadoc il sacerdote e il profeta Natan unsero Salomone re di Gerusalemme, e proclamarono ciò con grandissima gioia, dicendo, viva il re in eterno».
L'arcivescovo recitava poi queste tre orazioni:
I vescovi riannodavano poi i lacci d'argento della camicia del re che erano stati slacciati per l'unzione. Il re si rialzava e il gran cameriere (poi il gran ciambellano) lo rivestiva di una tunica simile a quella di un suddiacono, di una dalmatica simile a quella di un diacono e di un mantello simile a una casula da sacerdote; si trattava di un rito che imitava quello di una consacrazione episcopale, in quanto il vescovo, ricapitolando nella propria persona i tre ordini sacri, indossava questi tre ornamenti durante gli uffici pontificali. Poi il re si inginocchiava di nuovo e l'arcivescovo gli ungeva i palmi delle mani recitando la formula Unguantur manus istae. I guanti reali venivano quindi benedetti con preghiere tratte dal pontificale romano (così come si faceva per i guanti dei vescovi durante la loro ordinazione) e infilati sulle mani del sovrano.
Il rito dell'unzione veniva poi concluso con la preghiera Deus, qui es iustorum gloria, e la patena veniva raschiata e ciò che restava della mistura era rimesso nell'Ampolla, alimentando la credenza popolare che l'olio miracoloso fosse inesauribile.

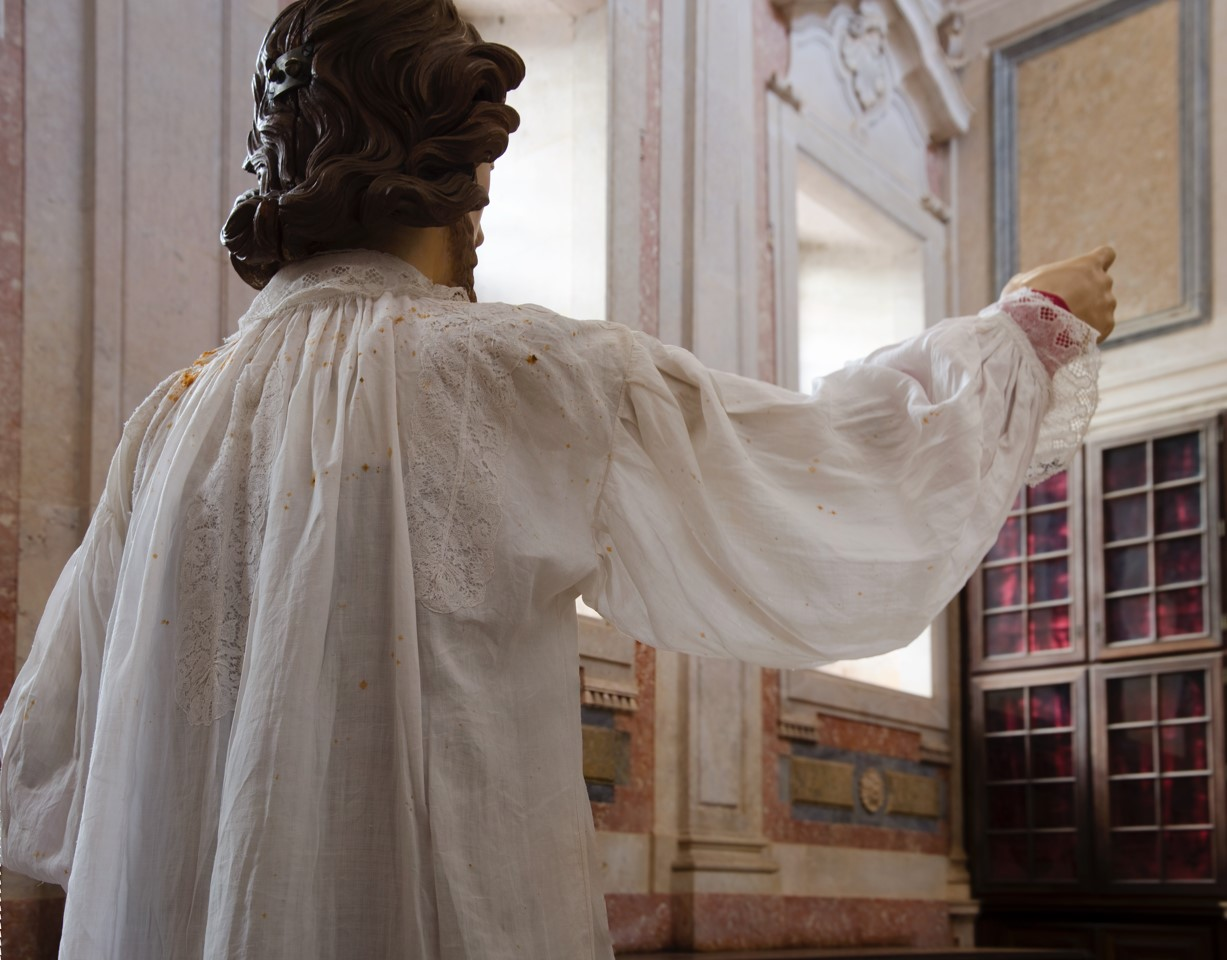
Camicia della consacrazione di Luigi XV, conservata presso il Palazzo Nazionale di Mafra

Tutti gli ornamenti indossati dal re durante il rito dell'unzione erano blu e gigliati d'oro; questa pratica potrebbe aver avuto origine già in età franca, dato che, secondo alcune testimonianze, anche i mantelli dei sovrani carolingi e ottoniani erano blu e seminati di simboli cosmici aurei, che facevano riferimento alla veste del sommo sacerdote di Gerusalemme; la decorazione gigliata fu aggiunta sotto Luigi VII, senza dubbio per influenza di san Bernardo, che teorizzava l'esistenza di un cosmo spirituale composto da Cristo e dagli Eletti, assimilabili a dei Gigli secondo la sua interpretazione del vangelo di Luca e del Cantico dei cantici. L'utilizzo di questi elementi araldici, in particolare del colore azzurro, rimase un tratto tipico francese, mentre nel resto d'Europa il colore associato al potere, in particolare quello imperiale, era il rosso. Il re di Francia indossava abiti rossi solo all'inizio della cerimonia: una tunica che copriva la camicia di seta con aperture nei punti delle unzioni.
Per rispetto verso l'olio miracoloso, la camicia del re e i guanti indossati dopo l'unzione delle mani venivano bruciati al termine della cerimonia. Eccezionalmente, la camicia portata da Luigi XV non fu bruciata, ma donata a Giovanni V del Portogallo e si trova tutt'oggi presso il Palazzo nazionale di Mafra, sotto la salvaguardia della Reale e Venerabile Confraternita del Santissimo Sacramento di Mafra.
Solo il re poteva beneficiare del balsamo della santa Ampolla, mentre la regina veniva consacrata con il sacro crisma non mescolato (vedi la sezione Consacrazione della regina).

### Presentazione delle insegne regali e incoronazione
Terminato il rito dell'unzione, il re riceveva le insegne regali; esse erano presentate al re una alla volta e ciascuna era accompagnata da orazioni specifiche. Per prima cosa, l'arcivescovo benediceva e metteva all'anulare destro del re l'anello regale, simbolo della «santa fede e dell'integrità del regno». Con altre orazioni, gli consegnava, per «incoraggiare i buoni e correggere i cattivi, condurre i giusti sulla retta via, abbassare i superbi ed elevare gli umili», lo scettro, terminante in un giglio e simbolo di comando, nella mano destra e la mano di giustizia, simbolo dell'effettività della giustizia del re, nella mano sinistra.
Arrivava poi il momento dell'incoronazione, per la quale tutti i pari venivano chiamati ad assistere. L'arcivescovo prendeva dall'altare la corona di Carlo Magno (o, più tardi, una corona creata appositamente per l'occasione, come nel caso di Luigi XV) e dopo aver pronunciato le formule di rito, la posava sulla testa del re mentre gli altri undici pari del regno la toccavano con la mano destra, atto che simboleggiava il riconoscimento della piena sovranità del monarca. Appena terminata l'incoronazione, l'arcivescovo recitava l'orazione Deus perpetuitatis e formulava una serie di benedizioni.

### Intronizzazione

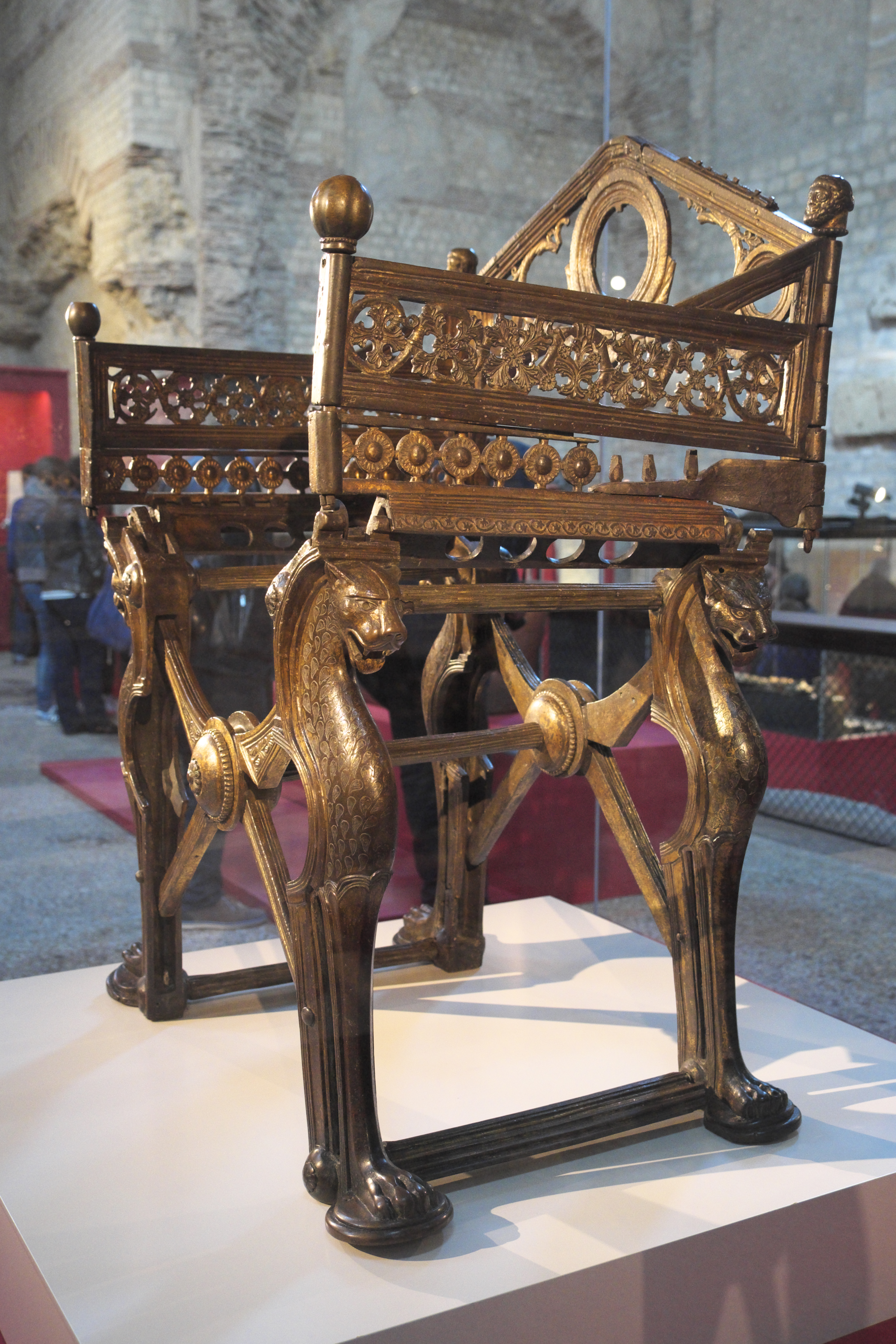
Il trono di Dagoberto, spesso utilizzato durante la cerimonia di consacrazione, è una delle poche insegne regali sopravvissute alle distruzioni della Rivoluzione francese

Il re veniva in seguito intronizzato. Il coro intonava l'antifona «la tua mano è forte, alta è la tua destra, giustizia e diritto sono la base del tuo trono, bontà e verità vanno davanti a te» e l'arcivescovo proclamava «possa l'intermediario di Dio e degli uomini fare di te l'intermediario del clero e del popolo», poi abbracciava il re e lo adagiava a sedere sul trono, che si trovava in posizione sopraelevata, al di sopra del jubé. I pari si avvicinavano uno alla volta per rendergli omaggio, lo baciavano ed esclamavano «viva il re in eterno», esclamazione che veniva ripetuta da tutta l'assemblea accompagnata da squilli di tromba. Al termine degli omaggi, venivano liberati nella chiesa decine di uccelli e monete e medaglie venivano lanciate in aria. Alla consacrazione di Luigi XIII, furono rilasciati tra le volte della cattedrale tra i 700 e gli 800 passeri. La liberazione di questi uccelli simboleggiava l'amnistia che veniva concessa in occasione della consacrazione (Luigi XIV rilasciò 6000 prigionieri, Luigi XV meno di 600, Luigi XVI appena 112).

### Messa
Non esisteva una messa propria della cerimonia di consacrazione, ma si celebrava la messa del giorno con le letture previste dal messale; veniva aggiunta solo qualche orazione specifica, principalmente una prima dello scambio della pace, come nelle messe nuziali. Al momento dell'offertorio, il re scendeva dal trono per portare all'altare il vino del sacrificio, in memoria dell'offerta fatta da Melchisedec, e tredici bisanti d'oro, simbolo del "matrimonio" tra il sovrano e il suo popolo (la pratica traeva infatti ispirazione dalle tredici monete tradizionalmente offerte dagli sposi il giorno delle nozze).
Il proprio della messa era eseguito in canto piano e falso bordone, mentre nell'ordinario e nel Te Deum si dava spazio alla polifonia. I canti erano eseguiti da un coro di dodici musicisti vicari, cui potevano aggiungersene altri nelle grandi occasioni, e, a partire dal 1285, da un coro di bambini, il cui numero fu fissato a dieci nel XVI secolo. La musica utilizzata nella celebrazione era a volte appositamente composta: la messa per la consacrazione di Luigi XVI, nel 1775,  fu composta dal maestro di cappella François Giroust, mentre quella di Carlo X, nel 1825, fu composta da Luigi Cherubini.

### Fine della cerimonia
Al termine della messa, l'arcivescovo procedeva al cambio di corona: la corona cerimoniale veniva posta su di un cuscino e sostituita con una corona personale più leggera, con la quale il re usciva dalla cattedrale e tornava al palazzo del Tau. La cerimonia durava complessivamente almeno sei ore, a volte anche sette.
In occasione della consacrazione di Carlo X, invece, una commissione fu incaricata di semplificare e modernizzare la cerimonia e di renderla compatibile con i principi della monarchia secondo la nuova carta costituzionale: furono rimossi numerosi elementi, tra i quali la promessa di lottare contro gli eretici e gli infedeli, la partecipazione dei dodici pari e i riferimenti alla regalità ebraica, e la cerimonia durò circa tre ore e mezza.

### Festeggiamenti

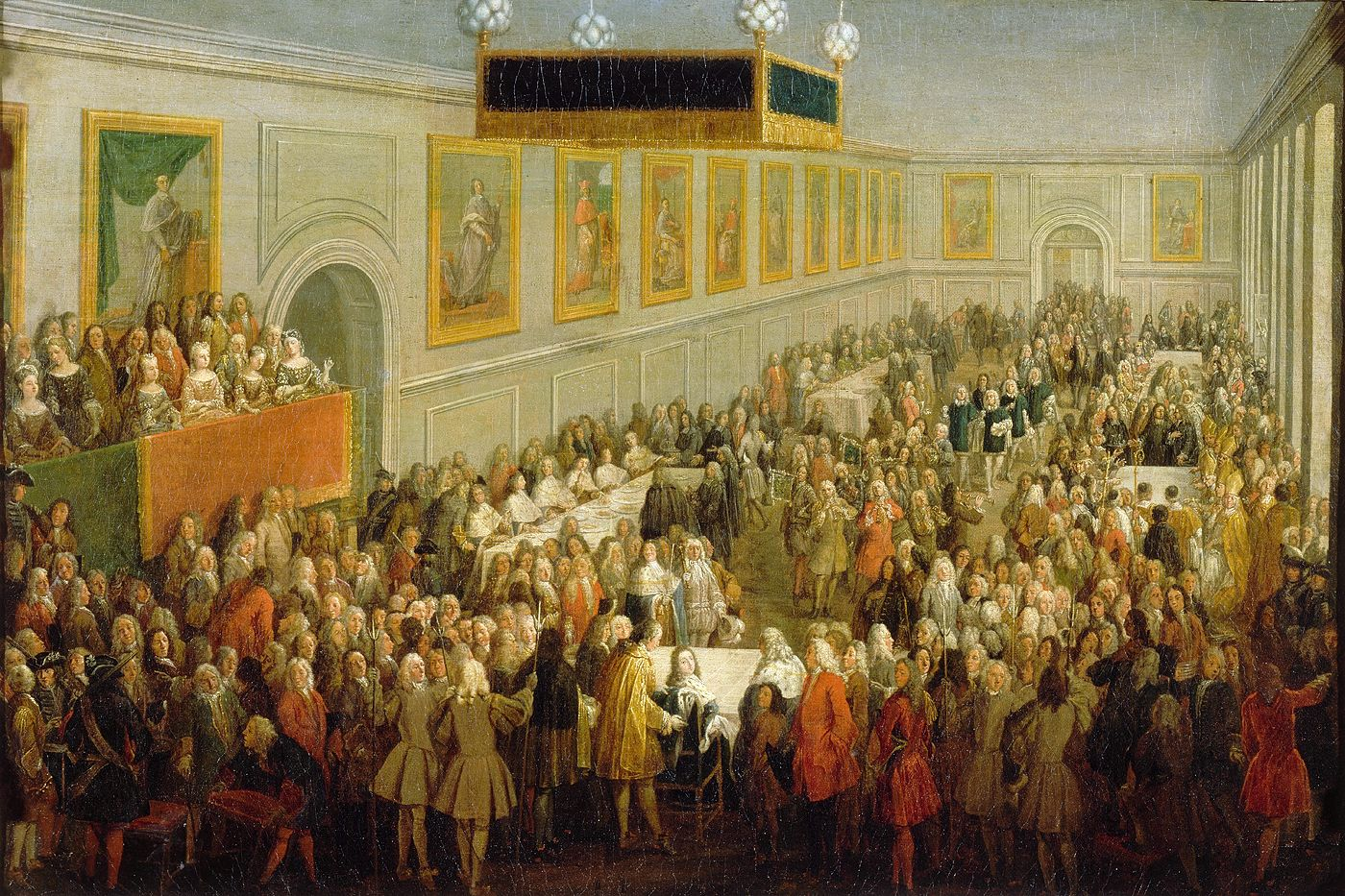
Il banchetto degli invitati alla consacrazione di Luigi XV che si svolse nel salone del palazzo di Tau, dipinto di Pierre Denis Martin

Il re non si recava mai a Reims per la cerimonia da solo: i resoconti conservati del XIV secolo suggeriscono un seguito di almeno 2000 tra baroni e servitori, e questo numero non fece che aumentare con i secoli. A questi invitati si aggiungevano inoltre tutte le persone comuni desiderose di assistere alla consacrazione e di partecipare ai festeggiamenti che seguivano la cerimonia; in occasione dell'incoronazione di Filippo VI furono consumati oltre 60.000 litri di vino. L'evento della consacrazione generava infatti un clima di giubilo popolare e costituiva un momento di comunione tra il re e il suo popolo e una promessa di un nuovo inizio. Nonostante la cattedrale possa attualmente ospitare complessivamente circa 3000 persone (ciascuna con un posto a sedere), il numero di partecipanti alle cerimonie di consacrazione doveva essere decisamente più alto. Il coro e le tribune allestite ai lati potevano ospitare qualche centinaio di persone, mentre la navata poteva accoglierne qualche altro migliaio. Il numero di astanti che volevano assistere alla cerimonia divenne talmente alto nel tempo che a partire dall'incoronazione di Luigi XIV, le porte della cattedrale venivano aperte alla folla solo al momento dell'intronizzazione. Talmente tante persone giungevano a Reims per assistere alla cerimonia che la popolazione della città raddoppiava o addirittura triplicava; per la consacrazione di Luigi XV il numero degli astanti superava le 100.000 unità.

## Finanziamento della cerimonia
La cerimonia, la messa, il banchetto e tutti i festeggiamenti seguenti erano pagati dalla città di Reims. Questo finanziamento dei sacres da parte della città si tramutò col tempo in una vera e propria tassa, nota come taille des sacres (imposta delle consacrazioni). Il documento più antico relativo a questa imposta, risalente all'incoronazione di Filippo IV il Bello del 1286, ci permette di stimare la popolazione cittadina dell'epoca, pari a 3900 "fuochi" (ossia nuclei familiari, pari a 16.000-18.000 abitanti).

## Effetti della consacrazione

### Sacralizzazione

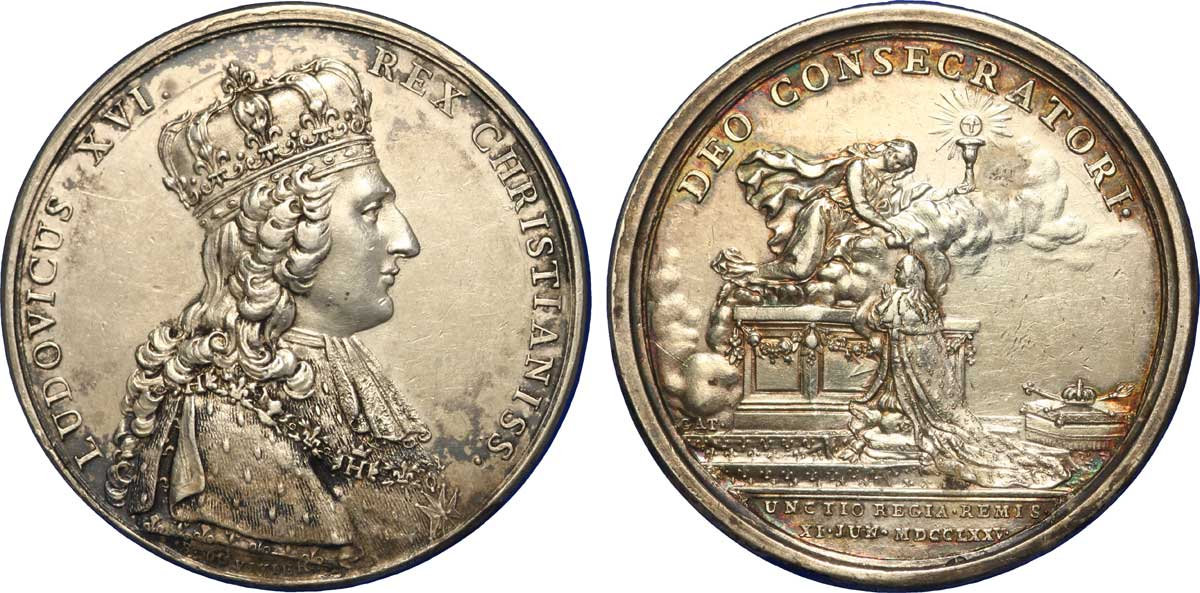
Medaglia commemorativa per il sacre di Luigi XVI (1775), nella quale il re è rappresentato come consacrato direttamente da Dio stesso

Il sacre fu talvolta considerato come un sacramento; san Pier Damiani contava dodici sacramenti, tra i quali anche l'unzione dei re. Pietro Lombardo invece riteneva che i sacramenti fossero solo sette e fu questa la posizione ratificata dal concilio Lateranense III (1179) e da diversi atti pontifici. Secondo la dottrina ufficiale della Chiesa cattolica perciò, la consacrazione del monarca francese non era un sacramento, bensì un sacramentale, ossia un atto di culto a imitazione dei sacramenti volto a ottenere benefici spirituali. Essa tuttavia conferiva al re una specificità che lo elevava al di sopra degli altri laici, rendendolo una figura sacrale. Il sacramentale del sacre, col suo rito di unzione delle mani e della testa, imitava il sacramento dell'ordinazione sacerdotale ed episcopale; il re "si approssimava all'ordine sacerdotale" anche in virtù del fatto che, come i membri del clero, si comunicava sotto le due specie (dimenticando che originariamente tutti i laici potevano farlo).

### Inviolabilità
Tale sacralizzazione rendeva il re inviolabile. La Bibbia afferma più volte l'inviolabilità di colui che ha ricevuto l'unzione: Davide sostiene l'impossibilità di levare la mano sull'unto del Signore, così come fa il salmo 104; il concetto di regalità israelitico conferiva al re un'impronta filiale, in quanto l'Eterno si faceva suo padre. Ogni attentato contro la sua persona era dunque punibile con la massima severità: il colpevole era accusato di regicidio, torturato e giustiziato, anche quando il re restava soltanto ferito, persino in modo lieve. Robert François Damiens fu squartato dopo essere stato sventrato e cosparso di piombo fuso per aver colpito con una coltellata Luigi XV, che fu solo ferito superficialmente grazie allo spessore degli abiti che indossava.

### Taumaturgia

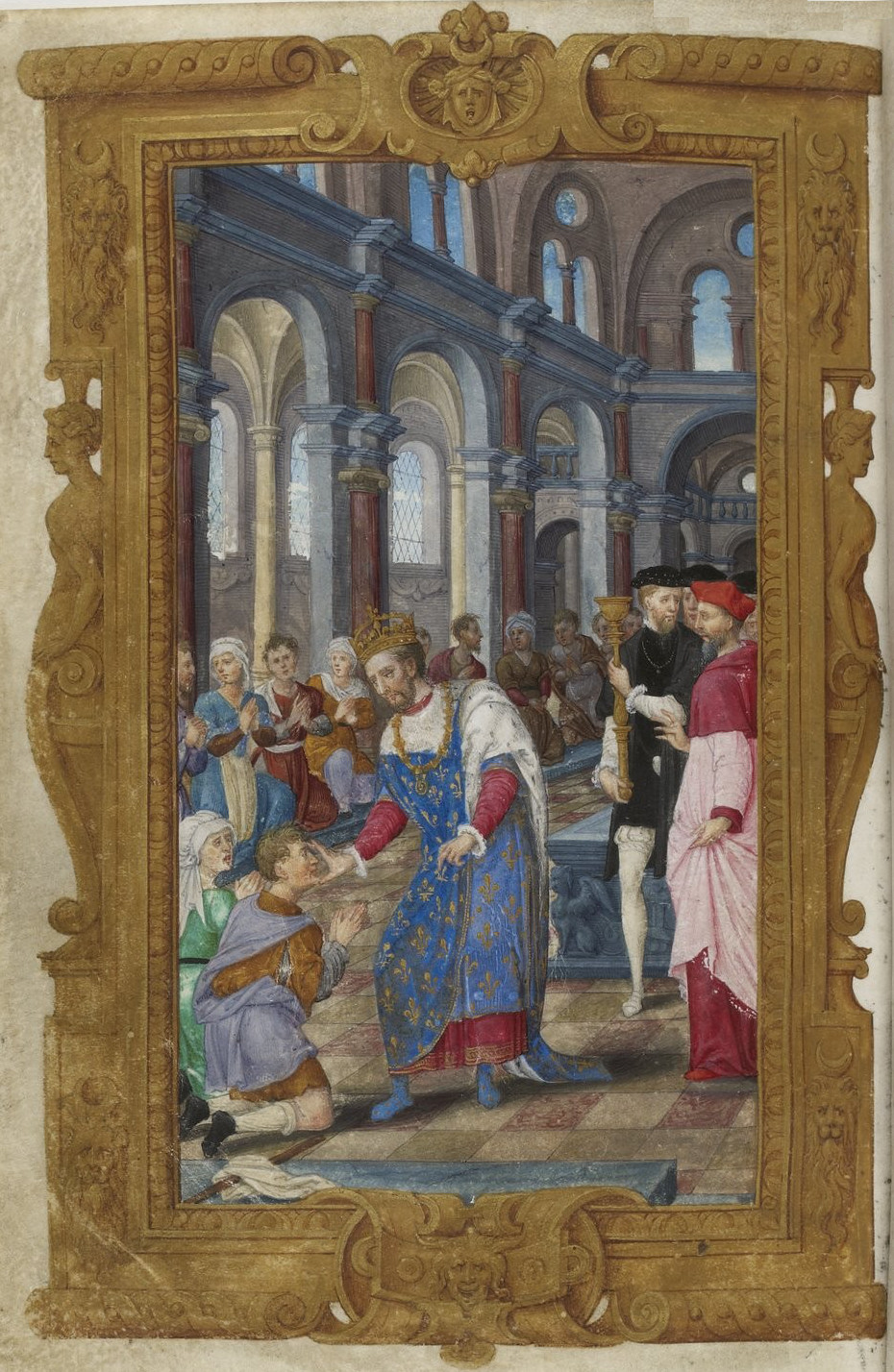
Enrico II tocca gli scrofolosi durante la preghiera di Corbeny, illustrazione dal livre d'heures de Henri II (metà del XVI secolo)

Il re di Francia, una volta consacrato, aveva una particolarità: si riteneva che il re, se in stato di grazia, avesse poteri taumaturgici. In una cerimonia che si svolgeva solitamente il giorno dopo la consacrazione, spesso dopo essersi comunicato a Corbeny presso la tomba di san Marculfo, santo che si diceva fosse in grado di curare la scrofola (una malattia tubercolare causata da un'infezione batterica ai linfonodi del collo), il re eseguiva un rito particolare per guarire le persone affette da questa malattia; il rituale prevedeva un duplice gesto: il contatto diretto col malato e il segno della croce. La prima citazione di una formula o preghiera pronunciata dal re al momento del tocco risale ai tempi di Luigi IX il Santo, ma le parole esatte non sono note; la formula «il re ti tocca, Dio ti guarisce» (poi evolutasi nella sua forma definitiva «il re ti tocca, che Dio ti guarisca») è attestata solo a partire dal XVI secolo. Da Luigi XIV in avanti, i re smisero di recarsi in pellegrinaggio a Corbeny, come era stata prassi sin dai tempi di Luigi X, ed erano invece le reliquie di san Marculfo a essere portate presso la basilica di San Remigio, nel cui giardino si svolgeva poi il rito taumaturgico.
L'origine della pratica del tocco reale per guarire gli scrofolosi non è nota con precisione. Non c'è alcuna indicazione che ai sovrani delle dinastie antecedenti a quella capetingia fossero attribuiti la pratica di toccare gli scrofolosi o poteri taumaturgici in generale. Tra i Merovingi, solo Gontrano (morto nel 592) aveva fama di aver guarito dei posseduti, ma ciò sembra fosse legato alla sua santità personale e non alla sua regalità. È probabile che se i re Merovingi avessero rivendicato un potere di guarigione, i cronisti dell'epoca lo avrebbero segnalato. La prima menzione per quanto concerne i capetingi fu quella di Elgaldo di Fleury, che attribuì a Roberto II il Pio (996-1031) la grazia della guarigione; non vi era tuttavia alcuna riferimento esplicito agli scrofolosi ed è probabile che i poteri taumaturgici attribuiti ai re di Francia fossero in principio generali e che solo in seguito divennero specifici. La prima testimonianza che menziona gli scrofolosi è quella di Guiberto di Nogent, il quale, nel suo De pignoribus sanctorum (1124 ca.), sostiene di aver personalmente visto Luigi VI il Grosso (1108-1137) guarire degli scrofolosi col tocco delle mani e il segno della croce, miracolo da lui definito "consueto". Lo stesso cronista aggiunge che anche il padre del re, Filippo I (1060-1108), fosse già stato in grado di compiere questo prodigio, ma che avesse poi perso il suo dono miracoloso a causa dei propri peccati (ossia l'adulterio con Bertrada di Montfort, che ne aveva comportato la scomunica).
Da allora in avanti, tutti i re di Francia porteranno avanti la pratica di toccare gli scrofolosi fino a Luigi XV; questi, nella Pasqua del 1739, rifiutò categoricamente di confessarsi, comunicarsi e prendere parte alla cerimonia rituale, e mai nei suoi anni di regno toccò una persona affetta da scrofola. Luigi XVI ristabilì l'usanza nel 1775. Questo rito fu ripetuto per l'ultima volta il 29 maggio 1825, data della consacrazione di Carlo X, che toccò 121 malati, dei quali cinque, tutti bambini, furono dichiarati guariti.
La cerimonia di Corbeny rappresentava solo l'inizio dell'attività taumaturgica del sovrano e i re di Francia erano soliti proseguire la pratica del tocco degli scrofolosi anche dopo la consacrazione, con frequenza variabile: Luigi IX, per esempio, la faceva quasi quotidianamente, Luigi XI una volta a settimana, mentre Carlo VIII, Luigi XII e Francesco I  la praticarono anche all'estero durante le guerre d'Italia.
Questo potere taumaturgico era segno di una dimensione quasi sacerdotale del Cristianissimo: consacrati dalla Chiesa, i re di Francia «compiono miracoli nel corso della loro vita con la guarigione dei malati di scrofola, e ciò dimostra chiaramente che non sono dei semplici laici, ma che sono partecipi del sacerdozio, hanno ricevuto grazie particolari da Dio che neanche i più riformati tra i sacerdoti ricevono.»

## Valore giuridico della consacrazione
L'esistenza di una cerimonia di consacrazione poneva un problema giuridico: era il sacre a fare il re? Nell'opinione popolare medievale, era re solo colui che era consacrato tale, e Giovanna d'Arco non si riferì mai a Carlo VII col titolo di "re" finché questi non fu consacrato. Secondo l'opinione dei giuristi reali, tuttavia, il sacre smise di avere qualsiasi valore costitutivo a partire dalla morte di Luigi IX; morto il re infatti, l'esercito riconobbe Filippo III l'Ardito come suo successore, anche se la sua consacrazione si svolse solo un anno più tardi, nel 1271. Nel periodo moderno si sviluppò una teologia del "sangue reale", per la quale la regalità era intrinseca nella stirpe reale e veniva passata in modo immediato tra i suoi membri: non appena il re moriva, il suo successore diveniva re.

## Consacrazioni collaterali

### Consacrazione della regina

#### Origine

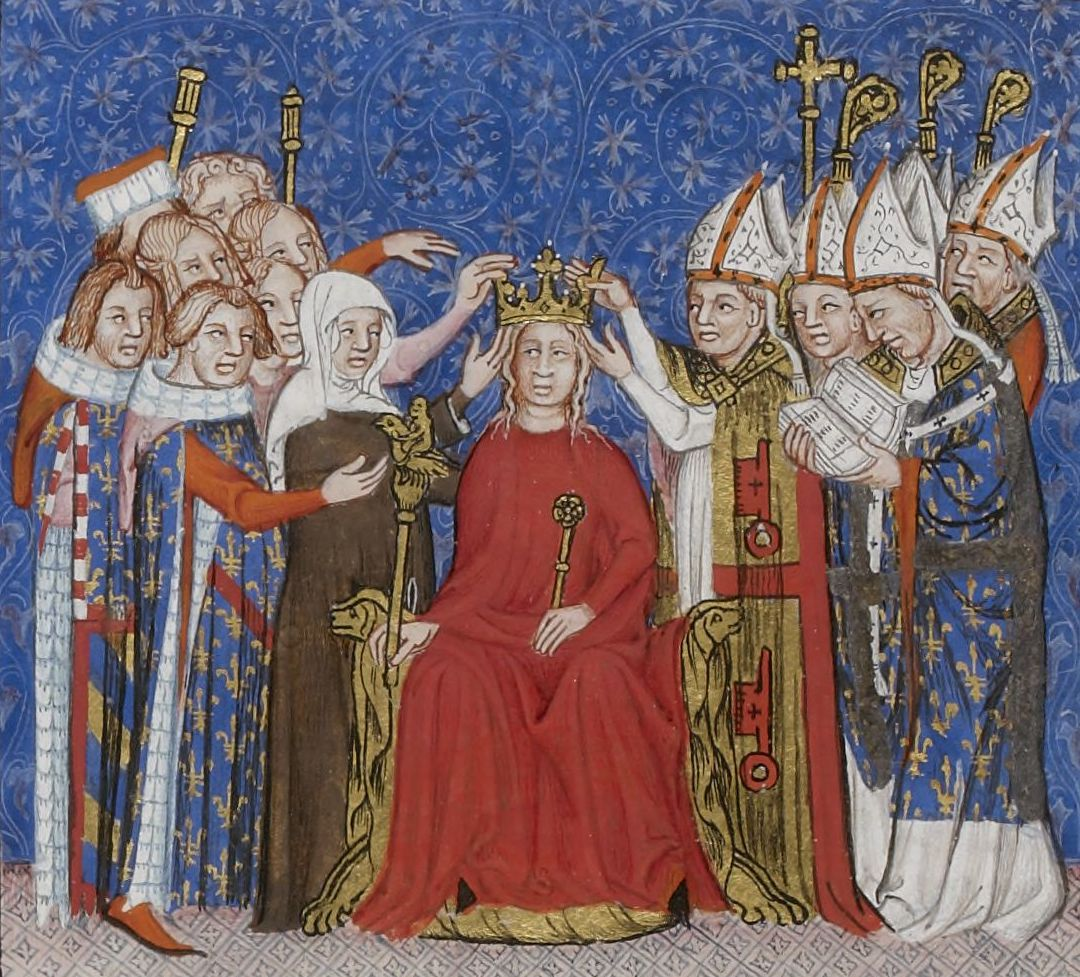
L'incoronazione di Giovanna di Borbone nel 1364

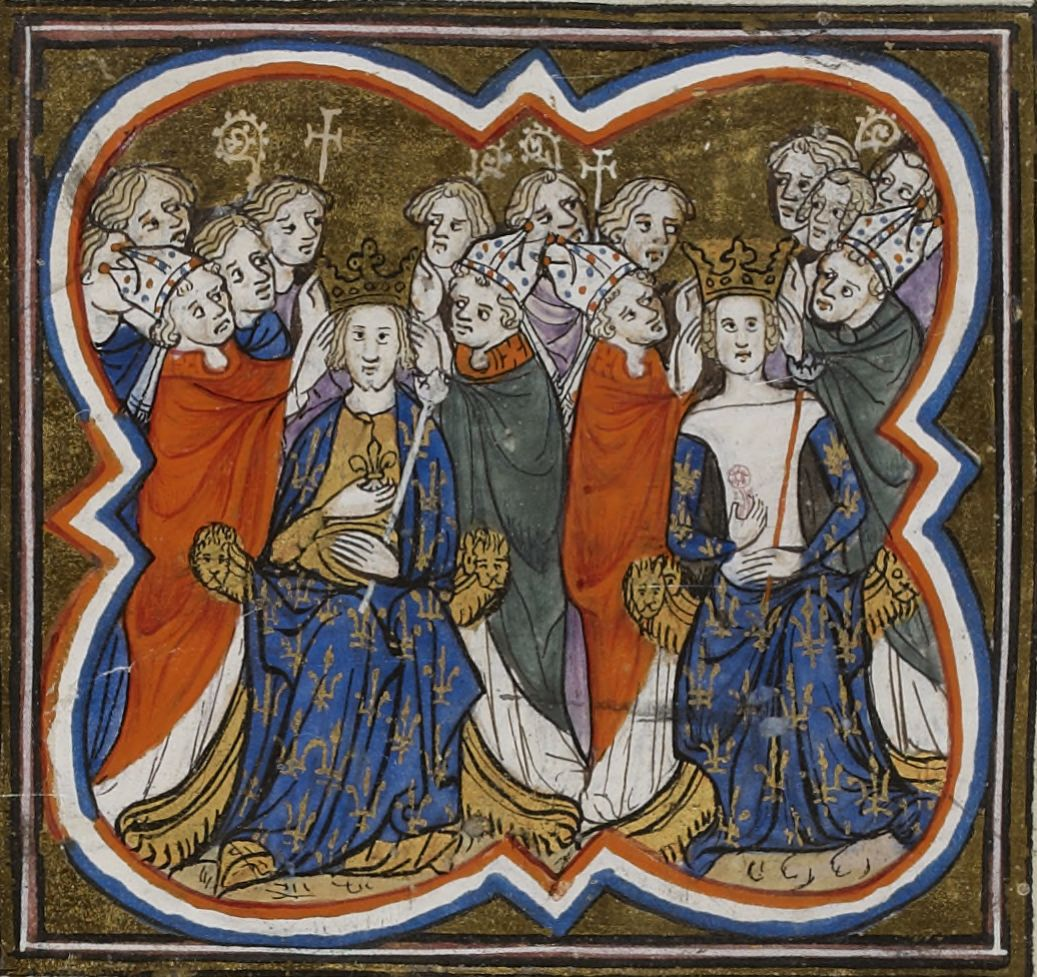
La doppia incoronazione di Filippo VI e Giovanna di Borgogna nel 1328

La moglie di Pipino il Breve, Bertrada di Laon, ricevette una benedizione da papa Stefano II in occasione della consacrazione di suo marito e dei suoi figli il 28 luglio 754; lo stesso fu fatto per Ermengarda di Hesbaye e Giuditta di Baviera, prima e seconda moglie di Ludovico il Pio, rispettivamente nell'816 e nell'819. Alla metà del IX secolo fu introdotta l'unzione anche per le donne: il 1º ottobre 856, l'arcivescovo Incmaro celebrò la prima consacrazione di una regina, nella fattispecie Giuditta (figlia di Carlo il Calvo e di Ermentrude d'Orléans), poco dopo il suo matrimonio con il re Etelvulfo del Wessex; l'ordo di questa consacrazione cominciava con la consegna dell'anello nuziale, seguita da una formula matrimoniale facente riferimento alle donne dell'Antico Testamento: Sara, Rebecca, Rachele, Anna, Noemi, Ester e Giuditta. Questo testo influenzò pesantemente il successivo ordo di Carlo V, la definitiva codifica del sacre delle regine.
Nell'866 Carlo il Calvo fece consacrare anche sua moglie Ermentrude e da allora tutte le regine consorti di Francia ricevettero l'unzione.

#### Riti
La consacrazione della regina aveva uno svolgimento simile a quella del re ma con minore grado di sacralità nelle insegne ricevute e un minore numero di operazioni. La regina non riceveva delle armi e non prestava alcun giuramento; le unzione erano ridotte a due (sulla testa e sul petto) e il sacro crisma utilizzato non veniva mescolato con l'olio della santa Ampolla. Anch'essa riceveva un mantello, ma non una tunica e dei guanti come suo marito. La sua corona era più piccola di quella del re e non veniva tenuta dai pari di Francia, ma da alcuni baroni e principi; dopo l'incoronazione, la regina prendeva posto su un trono leggermente più basso di quello del re e insieme a lui prendeva parte agli altri riti della messa: offerta del pane, del vino, di tredici monete d'oro e comunione sotto le due specie (almeno fino ad Anna di Bretagna nel 1492).
Alla regina consorte consacrata, a differenza del marito, non venivano attribuiti poteri taumaturgici e, di conseguenza, non esisteva per lei un'analoga cerimonia per la cura degli scrofolosi.

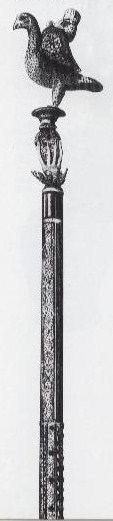
Lo scettro di Dagoberto

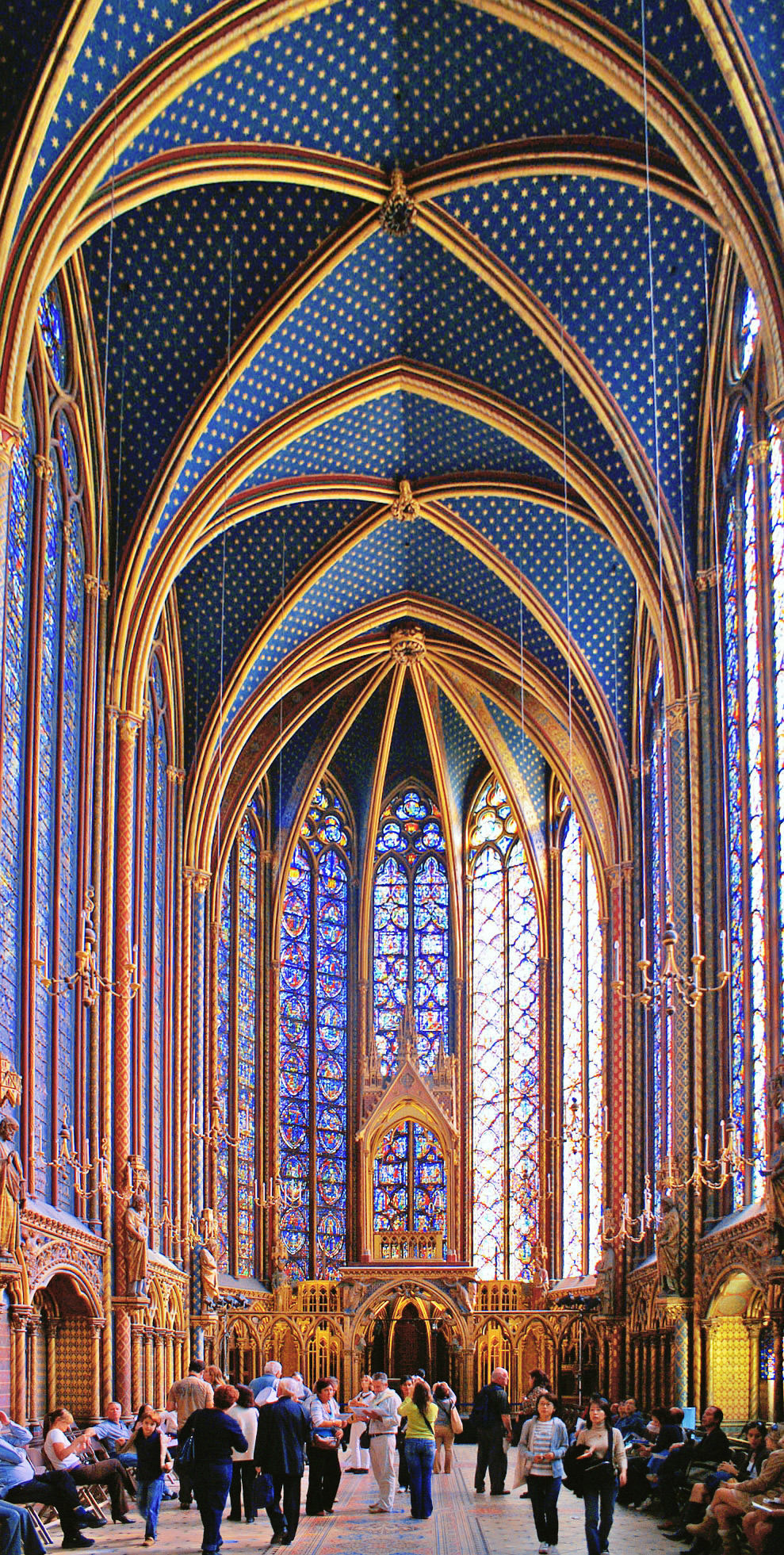
La Sainte-Chapelle, uno dei luoghi adibiti alla cerimonia di consacrazione delle regine

#### Luoghi
Le consacrazione congiunte di re e regina furono rare: i re infatti erano sovente consacrati giovani e celibi, specialmente se la consacrazione avveniva quando il loro predecessore era ancora in vita. Le regine venivano dunque consacrate in una cerimonia separata che non aveva un luogo prestabilito: Margherita di Provenza fu consacrata a Sens, Ingeburge di Danimarca ad Amiens; solo più avanti la sede della cerimonia divenne stabilmente Parigi, solitamente presso la Sainte-Chapelle, la cattedrale di Notre-Dame oppure, per le regine tra Anna di Bretagna e Caterina de' Medici, l'abbazia di Saint-Denis. Tutte le poche cerimonie di coppia ebbero luogo tra il XIII e il XIV secolo: Luigi VIII e Bianca di Castiglia nel 1223, Filippo IV e Giovanna I di Navarra nel 1286, Luigi X e Clemenza d'Ungheria nel 1315, Filippo V e Giovanna II di Borgogna nel 1317, Filippo VI e un'altra Giovanna di Borgogna nel 1328, Giovanni II e Giovanna I d'Alvernia nel 1350, Carlo V e Giovanna di Borbone nel 1364 (questa fu l'ultima consacrazione di una coppia).

#### Insegne
Secondo l'ordo di Carlo V, la regina portava una tunica e un mantello rosso non gigliato; gli abiti erano sontuosi ma non erano una replica di quelli del re. Le regine potevano esibire, come fece Giovanna di Borbone, il corto scettro di Dagoberto: un bastone ornato con smalti cloisonné sormontato da una piccola mano reggente un globo di filigrana traforata da cui si elevava un capitello su cui poggiava un'aquila gemmata di granati, smeraldi e perle e cavalcata da un piccolo uomo nudo reggente una lancia. Al posto della mano di giustizia, la regina teneva un piccolo bastone ornato di una rosa. In assenza di questi, poteva reggere uno scettro corto gigliato. Come il re, la regina riceveva un anello personale non trasmissibile.

### Consacrazione dell'erede

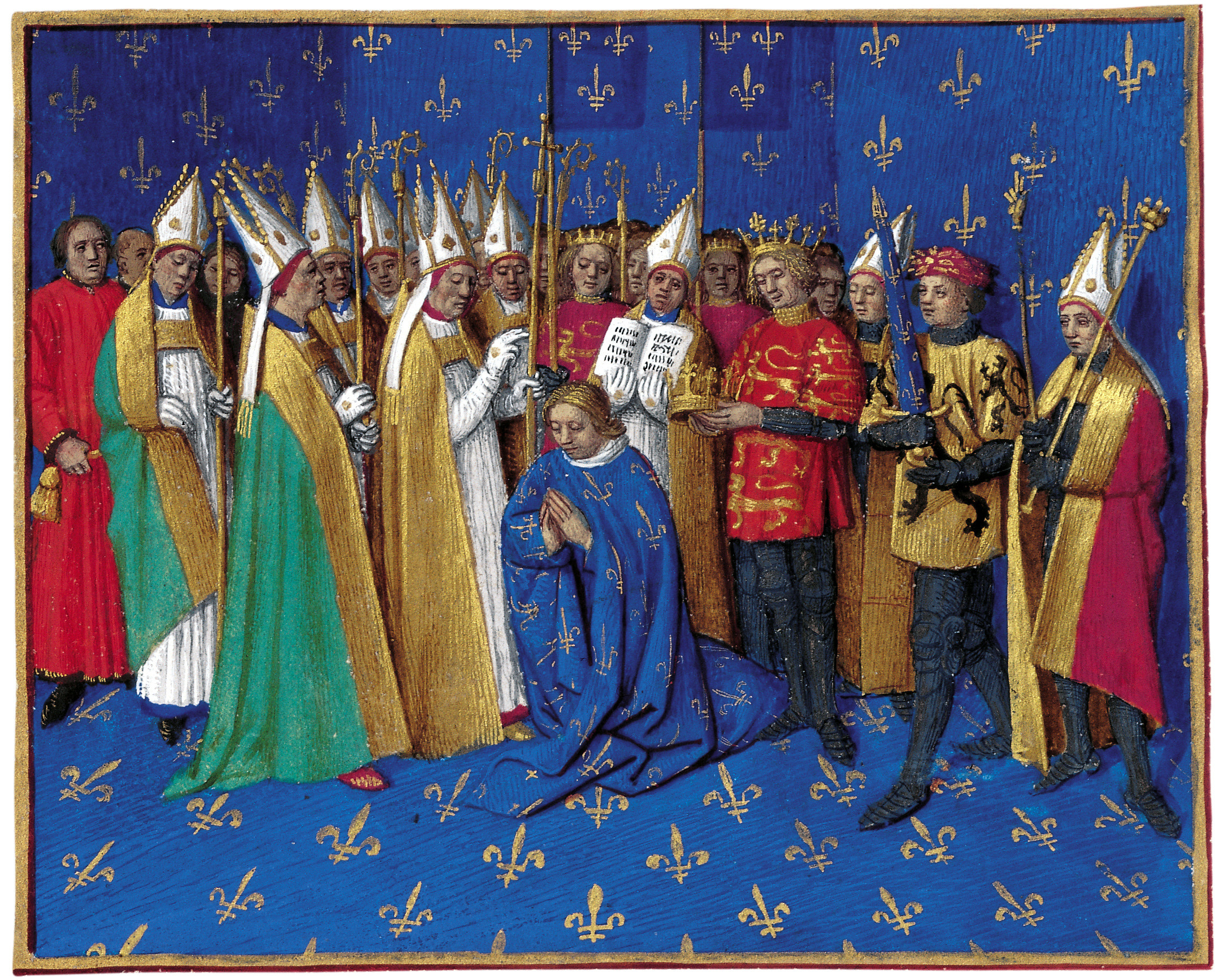
Consacrazione di Filippo II

Durante il Medioevo, diversi re capetingi di Francia scelsero di far consacrare il proprio erede legittimo mentre erano ancora in vita, così come aveva fatto anche Pipino il Breve nel 754, per evitare l'insorgere di possibili lotte di successione (pratica in seguito adottata anche nei regni di Inghilterra e Ungheria). Dal momento dell'incoronazione, l'erede portava il titolo di rex iunior ma non esercitava alcun potere effettivo e non era incluso nel numero dei monarchi. La nobiltà francese mal digeriva questa usanza, poiché riduceva la sua possibilità di trarre beneficio da eventuali dispute dinastiche.
L'ultimo erede legittimo al trono di Francia a essere consacrato quando il padre era ancora in vita fu il futuro Filippo II. Con il rafforzamento della regola di successione per primogenitura, tale pratica fu progressivamente abbandonata in tutti i regni che l'avevano adottata.

## Incoronazione imperiale

L'incoronazione di Napoleone di Jacques-Louis David

Durante il Primo Impero francese, l'imperatore Napoleone I e l'imperatrice Giuseppina furono incoronati il 2 dicembre 1804 in una cerimonia estremamente elaborata presieduta da papa Pio VII che si svolse a Parigi e non a Reims. Questa cerimonia, pur prendendo qualche spunto dal precedente sacre dei re di Francia, aveva un carattere molto meno "sacrale" e, pur includendo un rito di unzione, non prevedeva alcuna consacrazione; l'incoronazione era quindi il momento più importante della funzione ed essa non fu officiata dal pontefice o da un'altra figura ecclesiastica, ma da Napoleone stesso, che indossava per l'occasione non un mantello blu, come tipico per i monarchi francesi, bensì rosso. La cerimonia non prevedeva inoltre alcun momento in cui l'imperatore dovesse inginocchiarsi.
Durante il Secondo Impero francese, Napoleone III decise invece di non celebrare alcuna cerimonia di incoronazione in occasione della sua ascesa al rango di imperatore dei francesi il 2 dicembre 1852.